# Stjepan Vukčić Kosača

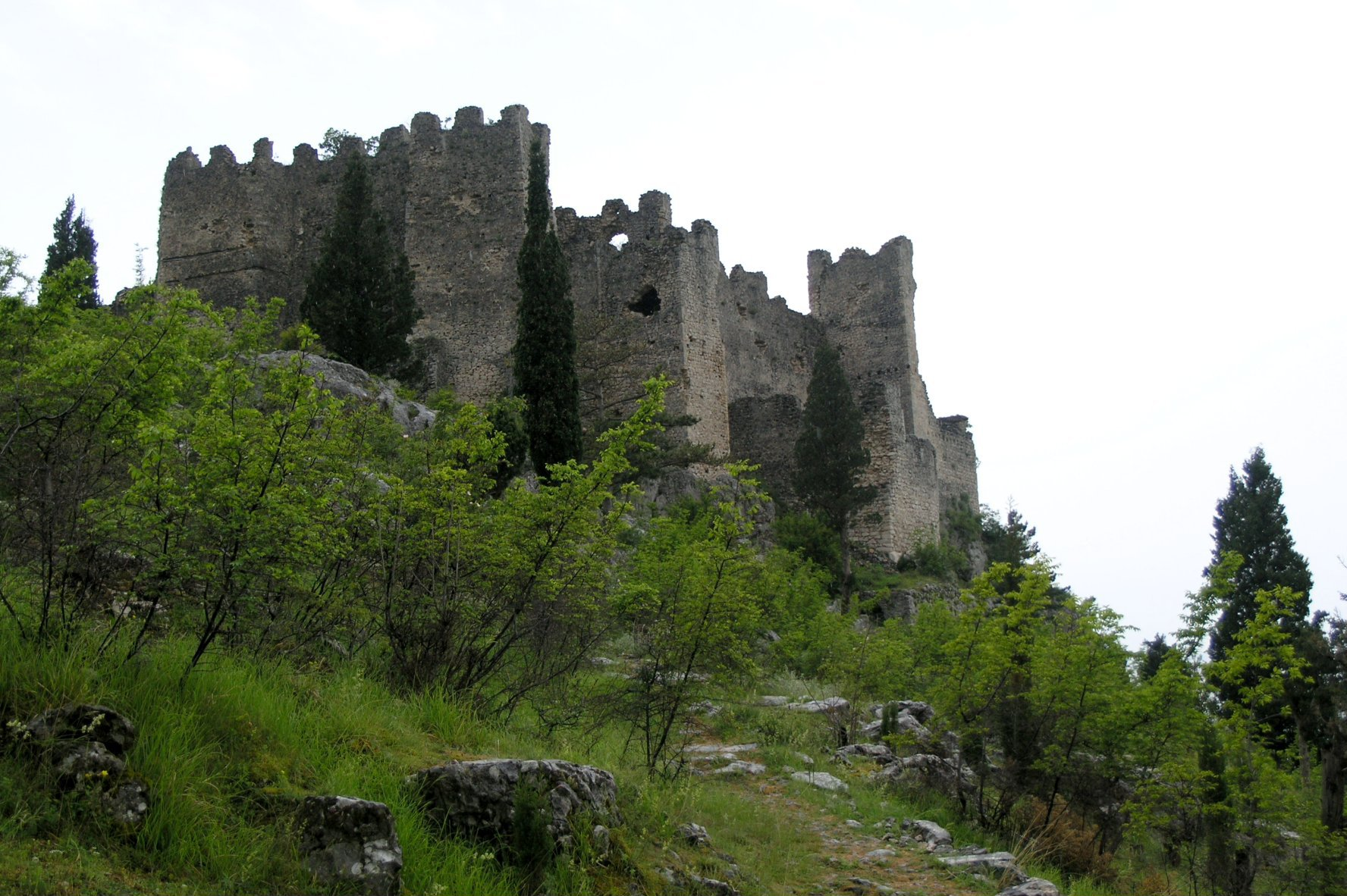
La fortaleza de Blagaj, cerca de Mostar, sede de la Casa de Kosača.

Stjepan Vukčić Kosača (en serbio: Стефан Вукчић Косача; 1404-1466) fue un poderoso noble bosnio que mantuvo una activa actividad política entre 1435 y 1466, las tres últimas décadas de la historia medieval bosnia antes de que el país fuera conquistado por los otomanos. Nacido probablemente en 1404, su padre, Vukac Hranić Kosača, poseía tierras hereditarias en la región del Alto Drina. Stjepan pertenecía a la Casa nobiliaria de Kosača y se convirtió en la cabeza principal en 1435, al suceder a su tío, Sandalj Hranić Kosača, como duque de Humska zemlja y gran duque de Bosnia, por lo que influyó en el desarrollo del Reino de Bosnia que cualquier otra persona de su época. Así mismo en 1448, fundó el Ducado de San Sava y obligó a los monarcas bosnios a reconocerlo como tal.
Apoyó a Radivoj, un pretendiente, en la línea de sucesión al trono bosnio y se negó a reconocer la ascensión del Tomás Kotromanić, lo que desencadenó una serie de guerras civiles en el reino. Durante este tiempo, añadió el título de duque (en serbocroata: herceg) a su designación. Mientras buscaba ayuda, se alió primero con el Imperio otomano, luego con la Corona de Aragón y, de nuevo, con los primeros. El matrimonio de Tomás con su hija, Catalina Kosača, restableció temporalmente la paz, pero con su muerte y el ascenso de su hijo y heredero, Esteban Tomašević, al trono, la paz se restableció finalmente, por lo que se logró la reconciliación y aseguró el pleno apoyo de la nobleza así como su lealtad al reino, que se enfrentaba al avance de los otomanos.
El título de Stjepan dio origen al nombre de la región de Herzegovina (en serbocroata: Hercegovina), que comenzó a utilizarse desde el 1 de febrero de 1454. En 1470, la región se separó del Sanjacado de Bosnia y se reorganizó en el Sanjacado de Herzegovina, con capital en Foča. El nombre sigue utilizándose en la actualidad para la región más meridional de Bosnia y Herzegovina. Así mismo, la ciudad de Herceg Novi, en el actual Montenegro, fundada por Tvrtko I de Bosnia como Sveti Stefan —nombre que desde el principio dio paso a Novi o Nuevo— pasó posteriormente a manos de Kosača y se convirtió en su sede de invierno. Durante esta época, la ciudad fue renombrada nuevamente y se añadió el nombre de herceg (pronunciación serbocroata del alemán «herzog») lo cual ha dado origen a su nombre actual.

## Primeros años y ascenso

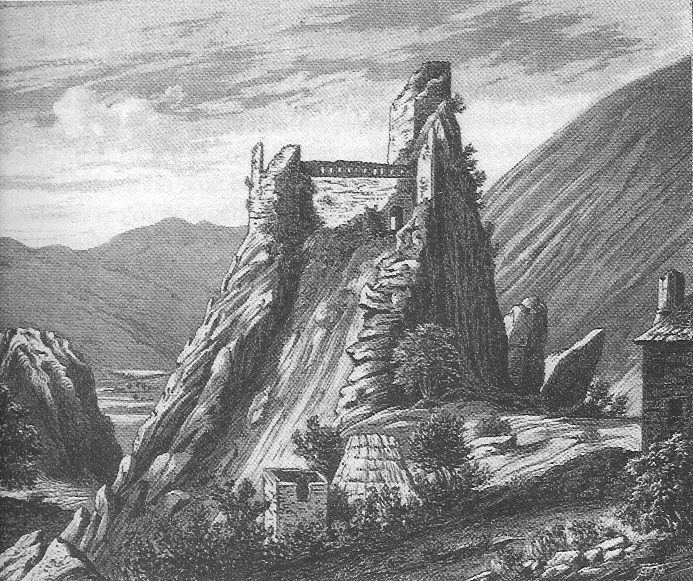
El castillo de Ključ, desarrollado por Sandalj Hranić, era la residencia favorita de Stjepan, junto con Blagaj y Novi.

Stjepan Vukčić Kosača, probablemente nacido en 1404, era hijo de Vukac Hranić Kosača, duque del Drina y, su esposa Katarina, cuyos ancestros se desconocen. Las modestas tierras hereditarias de su padre se ubicaban en la región del Alto Drina, al este del Reino de Bosnia. Se centraban en el pueblo que todavía hoy lleva el apellido familiar, Kosače, y se encuentra cerca de Ilovača, en la župa de Osanica, a unos 12 km al suroeste de Goražde.
En las dos primeras décadas del siglo XV, tras la muerte de Tvrtko I de Bosnia, el reino comenzó a desarrollarse como un estado menos centralizado con tres poderosas casas nobles: Pavlović, Kosača y Hrvatinić. Estas casas tenían una independencia significativa en la conducción de sus asuntos políticos y económicos, e influyeron en la vida política del reino hasta el punto en que tuvieron un papel importante en la ascensión y sucesión de los reyes, incluida la dirección de la política exterior. Durante este período, entre 1392 y 1420, varios gobernantes accedieron al trono bosnio: Esteban Dabiša (1391-1395), Helena (1395-1398), Esteban Ostoja (1398-1404; 1409-1418), Tvrtko II (1404-1409), Esteban Ostojić (1418-1420). Aun así, la unidad del país se simbolizaba en la corona, donde la autoridad real ocupaba un lugar de honor y en la Iglesia bosnia, cismática e independiente tanto de la Iglesia católica como de la ortodoxa oriental. Sin embargo, hacia finales de la segunda década del siglo XV, solo Sandalj Hranić Kosača, tío de Stjepan y gran duque de Bosnia, así como jefe de la Casa de Kosača, seguía siendo poderoso, por lo que la autoridad estatal recuperaba influencia y el trono gozaba de mayor estabilidad.
En 1419, Sandalj, quien no tenía hijos, decidió elegirlo como su heredero. Cuando su padre falleció en 1432, Stjepan heredó sus tierras junto con su título y también sucedió a su tío, que murió en 1435, junto con sus títulos nobiliarios, obligaciones, alianzas, enemistades e intereses en conflicto. Al suceder a su pariente, se convirtió en el magnate más poderoso de Bosnia.

### Ciudadano de Dubrovnik

Estandarte de la República de Ragusa.

Junto con su padre y sus tíos Sandalj y Vuk, Stjepan fue admitido en la nobleza de la República de Ragusa. La república era un estado marítimo aristocrático con centro en la ciudad de Dubrovnik, en el sur de Dalmacia, rodeado desde 1326 por el territorio medieval bosnio conocido como Primorje.
Era costumbre de la república otorgar a toda la nobleza bosnia importante la ciudadanía. También era costumbre otorgarles un palacio y un refugio en caso de necesidad en la ciudad. El Ayuntamiento otorgó nuevamente a Stjepan y a sus hijos Vladislav y Vlatko la ciudadanía mediante la carta del 30 de octubre de 1435, así como un palacio y un refugio a través de la misma misiva.

### Contienda por la herencia de Kosača
En 1435, pocos días después de la muerte de Sandalj, el legítimo rey Tvrtko II se vio obligado a huir cuando los otomanos propusieron a Radivoj y le aseguraron el apoyo de importantes nobles bosnios, así como del Despotado de Serbia. El rey regresó de un exilio de dos años en Hungría para asumir el trono por segunda vez. La sucesión de Stjepan a su tío generó esperanza entre sus vecinos, quienes anticiparon su debilidad y, oportunistamente, desviaron su atención hacia su herencia.
El rey de Hungría, Segismundo de Luxemburgo, quería tomar Hum y confiaba en Tvrtko II, quien estuvo prácticamente inactivo durante su primer año de reinado. El rey bosnio contactó entonces con Stjepan y le aseguró buenas relaciones, lo que contrariaba a las expectativas del soberano húngaro. Esto impulsó a Radoslav Pavlović a buscar el apoyo de los otomanos e informar sobre las armoniosas relaciones entre el rey y su vasallo, que se mantuvo estrecha hasta al menos 1440.
Segismundo recurrió entonces a los demás enemigos de los Kosača, tanto dentro como fuera de Bosnia; buscó con éxito la ayuda de los nobles bosnios, sobre todo de las Casas Radivojević y Vojsalić, e intentó persuadir a Dubrovnik para que se uniera a esta coalición. También ordenó a sus vasallos, principalmente a Mateo Talovac y a otros nobles croatas de la Casa Frankopan, que atacaran y conservaran el territorio de Hum en su nombre.

#### Conflictos en el Neretva y con la Casa de Pavlović

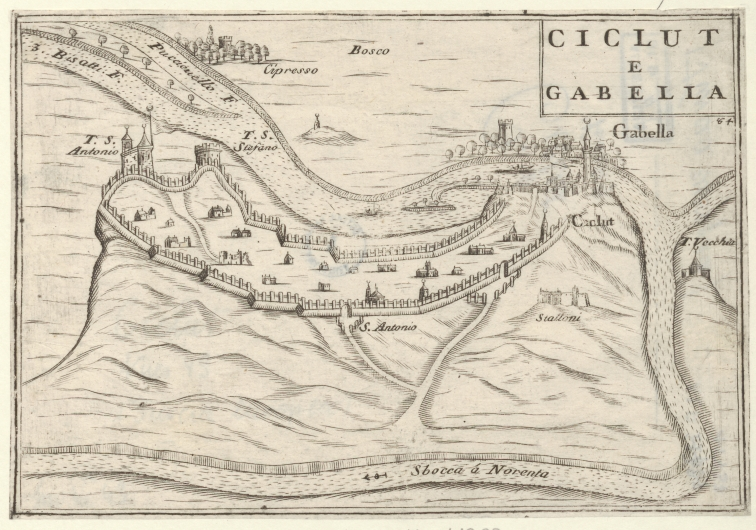
Un mapa antiguo de la ciudad comercial de Drijeva en el río Neretva, actual Gabela, Bosnia y Herzegovina.

El primero de toda la nobleza bosnia importante en actuar fue Radoslav Pavlović, quien se enfrentó a Stjepan en el Hum oriental, mientras que los Vojsalić y Radivojević atacaron en el valle del Bajo Neretva con éxito. Pavlović actuó tres días después de la muerte de Sandalj el 18 de marzo, y el 29 de marzo, se esperaba que llegara a Dračevica. Pavlović tomó algunas de las tierras, pero no pudo infligir daños significativos, aunque Stjepan tenía problemas existentes con el rey húngaro, sus vasallos croatas y aliados bosnios en el oeste del río Neretva. Radoslav luego pidió a los ragusanos que mediaran y lo ayudaran a lograr la paz, pero estos se mostraron reacios a aceptarlo y respondieron que Bosnia tenía muchos nobles más adecuados para la tarea. Sin embargo, luego condujeron las negociaciones y les suplicaron a ambos hombres que una guerra traería muchos «peligros y desgracias» para ellos y sus súbditos, y para Bosnia en su conjunto. Stjepan exigió que Pavlović devolviera las tierras que había tomado anteriormente, pero después de muchas misiones a las cortes de ambos nobles, las negociaciones fracasaron. Otros bosnios involucrados fueron los de Vojsalić y Radivojević. El ataque de Đurađ Vojsalić había producido algunos resultados, y tomó la ciudad medieval de mercado de Drijeva, que también favorecía a Radivojević, por lo que la coalición entre Vojsalić y Radivojević, incluido Segismundo, que también quería Drijeva, tenía intereses contrapuestos. Segismundo pidió a Dubrovnik que le pagara todos los peajes aduaneros y envió a algunos de sus hombres a Drijeva para establecer el nuevo régimen.
La República de Venecia también intentó sacar ventaja durante el traspaso de poder de Sandalj a Stjepan; intentó, sin éxito, apoderarse de la fortaleza de Novi a través de la vecina Kotor y las maniobras de sus autoridades. Venecia creía que podría tomar la ciudad así como ejercer presión e influencia sobre el castellano (gobernador) de la fortaleza. A pesar de los problemas, y con algunos momentos críticos, Stjepan conservó firmemente la ciudad. Durante estas luchas iniciales, contó con la ayuda de los otomanos, quienes lo apoyaron, y acogió a Radivoj en su corte. Aunque su situación era difícil, pero no crítica, por lo que invitó a los otomanos a Bosnia, quienes lo ayudaron a superar todas sus adversidades.

#### Adquisición de Trebinje

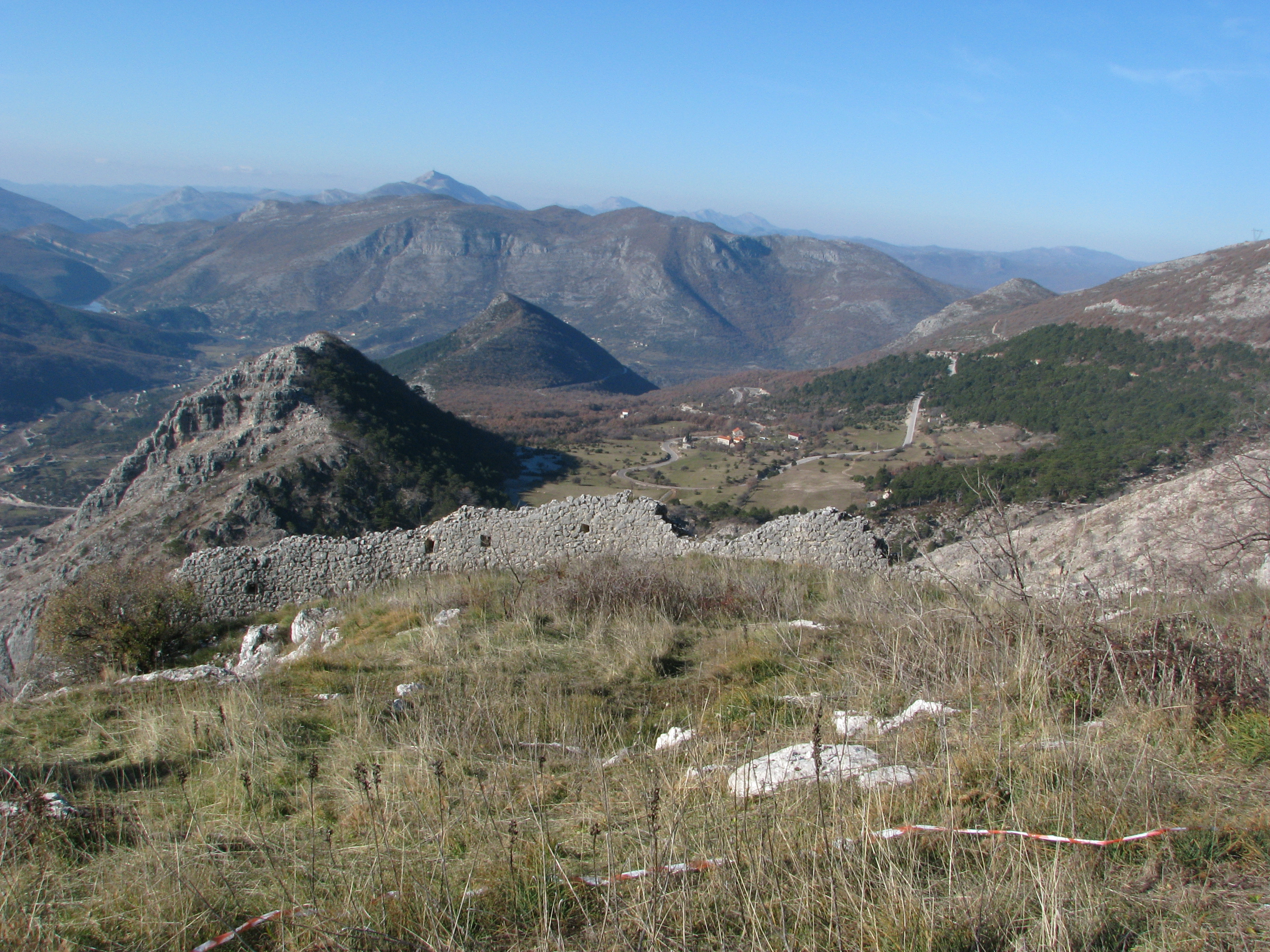
La fortaleza de Klobul, en el acceso norte a Trebinje, fue el último bastión de los Pavlović en sus tierras del sur, antes de que fuera tomada por Stjepan Vukčić.

Durante los conflictos iniciales por su herencia, el adversario más persistente era Radoslav Pavlović, contra quien se volvió la alianza entre el rey Tvrtko II y Stjepan. A finales de 1437, Radoslav también había caído en desgracia ante la Sublime Puerta, mientras que Stjepan recibió una señal del sultán para arrebatarle Trebinje. A principios de 1438, Pavlović se encontraba en una situación difícil debido a que le arrebataron Trebinje y Jeleč en el Alto Podrinje, que probablemente había conquistado después de la muerte de Sandalj; las otras fortalezas, Klobuk en Vrm, también fueron sitiadas. En ese momento, los ragusanos le dijeron que Stjepan «se vengó de sus enemigos más que cualquiera de sus predecesores». Sin embargo, este triunfo duró poco, ya que su enemigo pronto recuperó la simpatía del sultán y se tuvo que devolver Trebinje y otras tierras que recientemente había perdido. Probablemente por mediación otomana, los dos magnates iniciaron negociaciones que duraron hasta junio de 1439 con lo que culminó en la paz entre las dos casas y la renovación de los lazos familiares; Radoslav se volvió a casar con la hermana de Stjepan.
A principios de 1440, la situación de Radislav cambió drásticamente. Debido a su gran deuda con el sultán, probablemente por las campañas para recuperar sus tierras y Trebinje en 1439, el sultán decidió que Stjepan debía saldar dicha deuda y, a cambio, recuperar la ciudad y sus alrededores de manos de Pavlović. En marzo, retomó Trebinje, lo que provocó el estallido de la guerra, y en abril, nuevas negociaciones entre los «dos ojos principales del reino bosnio», como solían decir los ragusanos e hizo caso a la vanidad de Stjepan, mientras intentaban mediar entre los dos nobles.

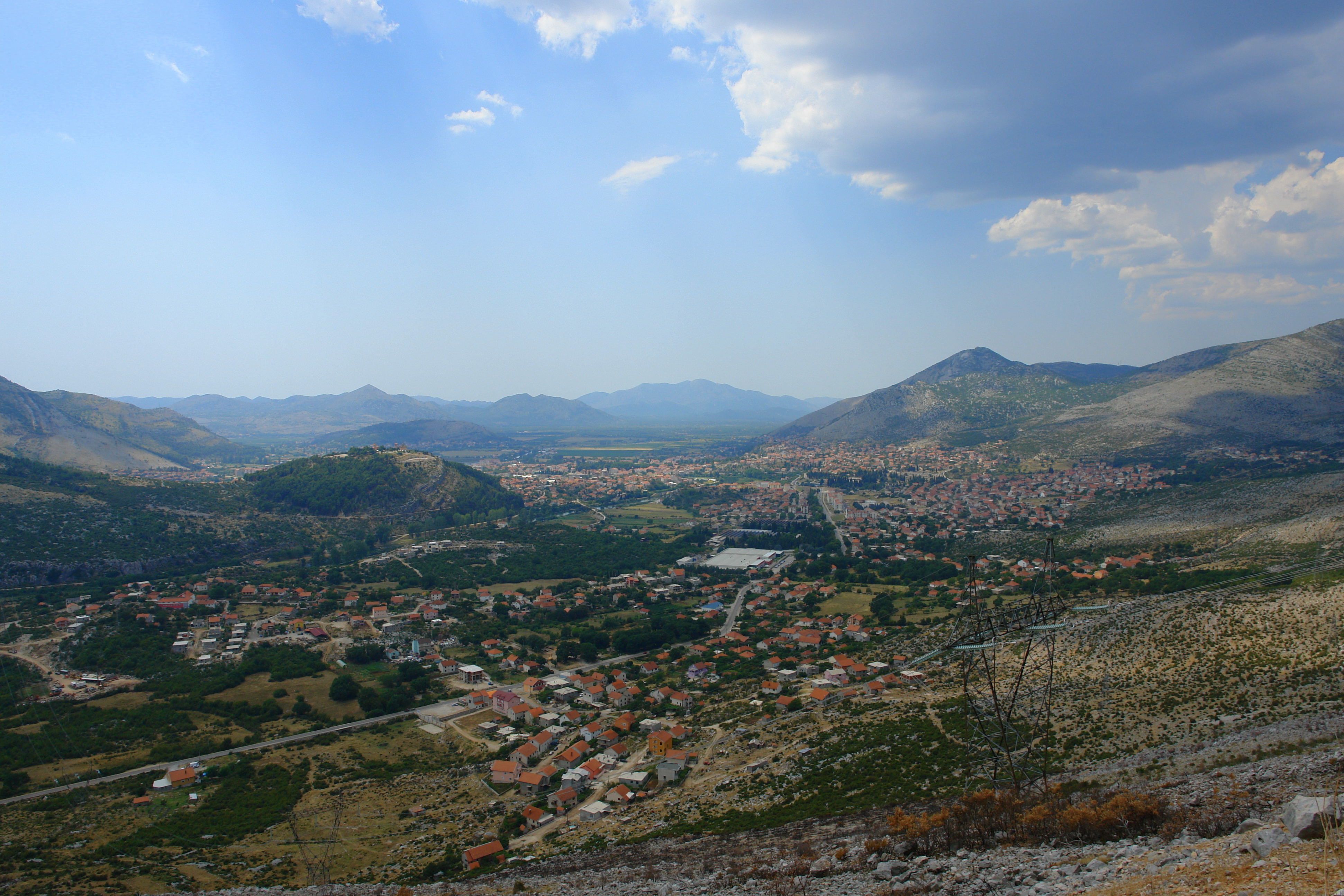
Zona más amplia de la moderna Trebinje.

Mientras los bosnios luchaban por motivos personales y de propiedad, los acontecimientos a su alrededor insinuaban problemas con consecuencias de gran alcance que sacudirían al país en los años venideros. Los ragusanos, guiados por la lógica y observando la política otomana, que era bastante transparente, aconsejaron a Tvrtko II, a Stjepan y a Radoslav que imploraran conjuntamente al sultán que redujera sus exigencias imposibles, y sugirieron que lo mejor y más fácil sería que los tres hombres juntos pagaran al sultán miles de ducados por las tierras de Pavlović. Advirtieron a sus vecinos bosnios que la amistad comprada con dinero no era firme ni permanente y señalaron el destino de otros señores regionales, serbios, bizantinos y albaneses, que habían perecido o sufrido como consecuencia de sus propias discordias. Ni la caída de Serbia ni la creciente presión otomana hicieron a los señores bosnios menos imprudentes, por lo que continuaron su disputa mientras litigaban ante la Puerta a través de sus emisarios.

### Incursión en Zeta

La ofensiva de Stjepan en Zeta (1441-1444) permitió conquistar Podgorica, Medun, en la Alta Zeta, y Bar, en la Baja Zeta.

A principios de julio de 1439, Murad II partió para conquistar el Despotado de Serbia y Stjepan se le unió en la devastación de aquel país. Al mismo tiempo, Alberto II del Sacro Imperio Romano Germánico, quien accedió al trono húngaro tras la muerte de Segismundo a finales de 1437, también falleció. Una larga crisis sucesoria estalló en Hungría, lo que impulsó a Stjepan y a Tvrtko II a conquistar las tierras del señor croata y ban de Eslavonia, Mateo Talovac. Sitiaron inmediatamente Omiš, que cayó ocho meses después, y probablemente conquistaron también Poljica. Los bosnios continuaron su ofensiva contra el ban croata y su familia hasta junio de 1441, cuando los Talovac pidieron una tregua.
Después de la conquista de la capital serbia y la participación de Stjepan en su destrucción, el Principado de Zeta se encontraba vulnerable, lo que lo incitó a conquistarlo; aprovechó los éxitos otomanos y centró su atención en la provincia desprotegida. Pidió a los gobernadores de Kotor que le ayudaran a capturarla y se presentó como sucesor de la Casa de Balšić, la antigua familia que gobernaba en Zeta. También contactó con Stefan Maramonte, hijo de Constantino Balšić y Helena Topia, quien luchaba como condotiero en el sur de Italia. El retraso de la conquista se debió a la prolongada estancia del déspota serbio Đurađ Branković a mediados de 1440, cuando intentó sin éxito reconciliarse con los otomanos. En abril de 1441, tras no obtener la amnistía de la Sublime Puerta, se trasladó a Ragusa. El sultán ordenó a Kosača que atacara Ragusa, pero esta amenaza impulsó al déspota a abandonar la ciudad-estado. Stjepan también había ocupado la Alta Zeta (en serbocroata: Gornja Zeta), hasta la orilla izquierda del río Morača para septiembre de 1441; contó con el apoyo del príncipe Stefan Crnojević, por lo que recibió cinco katunes en aquella región.

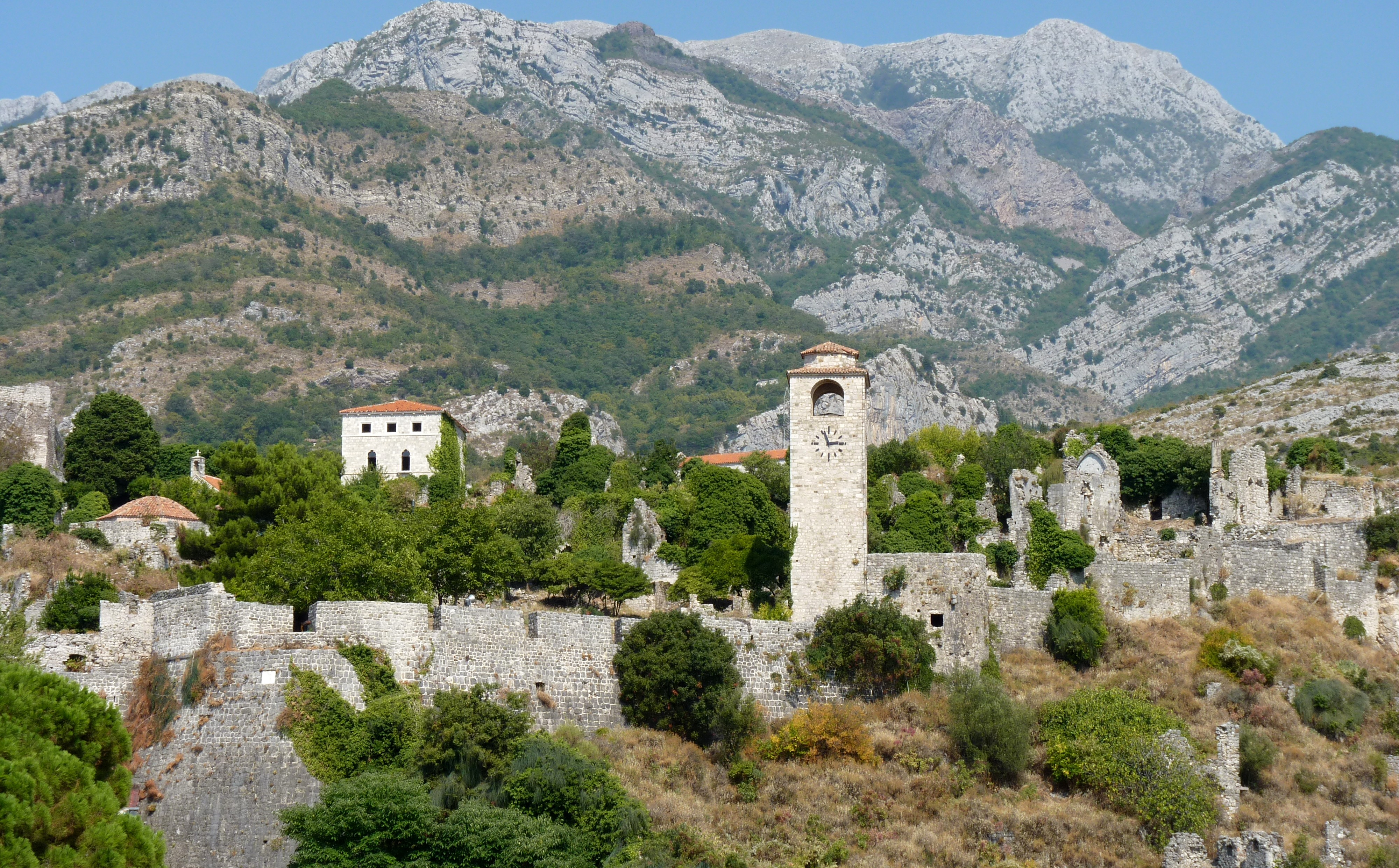
En sus operaciones en la Baja Zeta, Stjepan capturó la Vieja Bar.

En su conquista de la Baja Zeta (en serbocroata: Donja Zeta), se enfrentó a un enemigo mucho más duro, la República de Venecia. Durante la expansión hacia la Alta Zeta, el gobierno veneciano criticó a los gobernadores de Kotor en 1439 por negarse a ayudar a Stjepan y porque estos intentaron frustrar sus acciones. Sin embargo, adoptaron la misma estrategia porque anticiparon el peligro de que Kotor quedara atrapada entre los territorios de Kosača y que, como vasallo otomano, podría poner en peligro a todas las demás ciudades de la Baja Zeta y más allá de la costa albanesa. Los venecianos no tenían la intención de permitir una mayor expansión bosnia en esa dirección e intentaron influir en las acciones de Stjepan a través de sus gobernadores en Skadar y consideraron ocupar los territorios de la Baja Zeta que todavía no controlaban. Stjepan ocupó Bar en marzo de 1442, lo que provocó la rebelión de Budva y Drivasto, pero su ejército sitió ambas ciudades, que resistieron durante dos meses, pero finalmente se rindieron a Venecia. Debido a estos enfrentamientos en Zeta, los venecianos y Stjepan entraron en la guerra, lo que resultó en la expansión de los primeros, que adquirieron más territorios en la costa oriental del Adriático.

### Consolidación
En sus primeros años en el poder, Stjepan consolidó su posición y conservó sus tierras heredadas. También obtuvo importantes territorios nuevos en Omiš y Poljica, expulsó a los Pavlović de sus territorios meridionales, los más importantes de los cuales eran Trebinje y Dračevica, y conquistó la totalidad de la Alta Zeta y Bar en la Baja Zeta. Radislav Pavlović murió a finales de 1441, lo que alteró el equilibrio de poder en Bosnia. Aunque las hostilidades entre Stjepan y su hermana Teodora Kosača, la viuda de Radislav, así como sus hijos, Ivaniš, Petar II y Nikola, duraron varios meses después de la muerte de su esposo, el duque capturó la última de las fortalezas meridionales de su fallecido cuñado, Kobluk, antes de que se negociara la paz con sus sucesores en mayo de 1442. Ivaniš Pavlović, como vasallo del rey Tvrtko II, mantuvo su parte del trato, aunque estalló una guerra civil entre el duque Stjepan y su hijo mayor, Vladislav, y el rey.
Al consolidar su poder, la influencia de Stjepan en el desarrollo del Reino de Bosnia a finales de la Edad Media se volvió mayor que la de cualquier otro noble bosnio. A lo largo de su reinado, para fortalecer y centralizar su poder localmente, se vio obligado a reprimir las aspiraciones de la nobleza local subordinada a este, que buscaba una mayor independencia posible de su supremacía o escapar de ella por completo. Lo mismo que sucedía entre el trono bosnio y Kosača ocurrió dentro del marco local de sus propios dominios; siempre que se presentaba la oportunidad, los vasallos del duque se desviaban de su autoridad o se unían al rey en su contra durante las guerras civiles.

## Guerras civiles

### Sucesión real y estallido de la guerra civil
El rey Tvrtko II falleció en septiembre de 1443, y el 5 de diciembre de ese año, el stanak aprobó el ascenso al trono de Tomás, su primo hermano y heredero. No está claro si fue elegido por su predecesor o por el stanak, ni si Stjepan participó en su elección, quien era un opositor del nuevo monarca desde el principio y optó por Radivoj, candidato propuesto por el Imperio otomano. Presintiendo problemas, los ragusanos enviaron emisarios a la corte de Kosača con instrucciones de apelar ante él y argumentó que ahora era «el señor bosnio más poderoso y sabio» que debía preservar «la paz y la unidad del país».
En 1443, el papado envió emisarios a Bosnia para una contraofensiva contra los otomanos, pero el rey y Stjepan estaban en guerra. Ivaniš Pavlović, quien era el segundo noble más poderoso, y quien se mantuvo pasivo cuando estalló el conflicto durante el último año del reinado de Tvrtko II, fue enviado por el rey para atacar las tierras de Kosača; tuvo que recurrir al rey Alfonso V de Aragón, quien lo nombró «caballero de la Milicia de María Gloriosa», pero no le proporcionó tropas. El 15 de febrero de 1444, firmó un tratado con el rey de Aragón, por lo que se volvió en su vasallo a cambio de apoyo contra sus enemigos: el rey Tomás, Pavlović y la República de Venecia. En el mismo tratado, prometió pagar un tributo regular en lugar de al sultán otomano, como lo había hecho hasta entonces. Sin embargo, esta relación de vasallaje no tuvo efectos significativos y se mantuvo en teoría.
Durante los siguientes diecisiete años del reinado de Tomás, los acontecimientos provocados por este dinamismo entre ambos hombres fueron cambiando rápidamente en términos de escala histórica. La guerra civil estalló en 1444 y continuó hasta la década de 1450, con numerosos armisticios acordados e incumplidos, tratados y acuerdos de paz firmados. Dado que Stjepan era un firme defensor y adherente de la Iglesia bosnia, la conversión del rey bosnio al catolicismo, probablemente durante las negociaciones para casarse con Catalina Kosača, hija del gran duque, entre 1445 y 1446, fue otro obstáculo en sus relaciones.

### Conflictos en Srebrenica y Drijeva

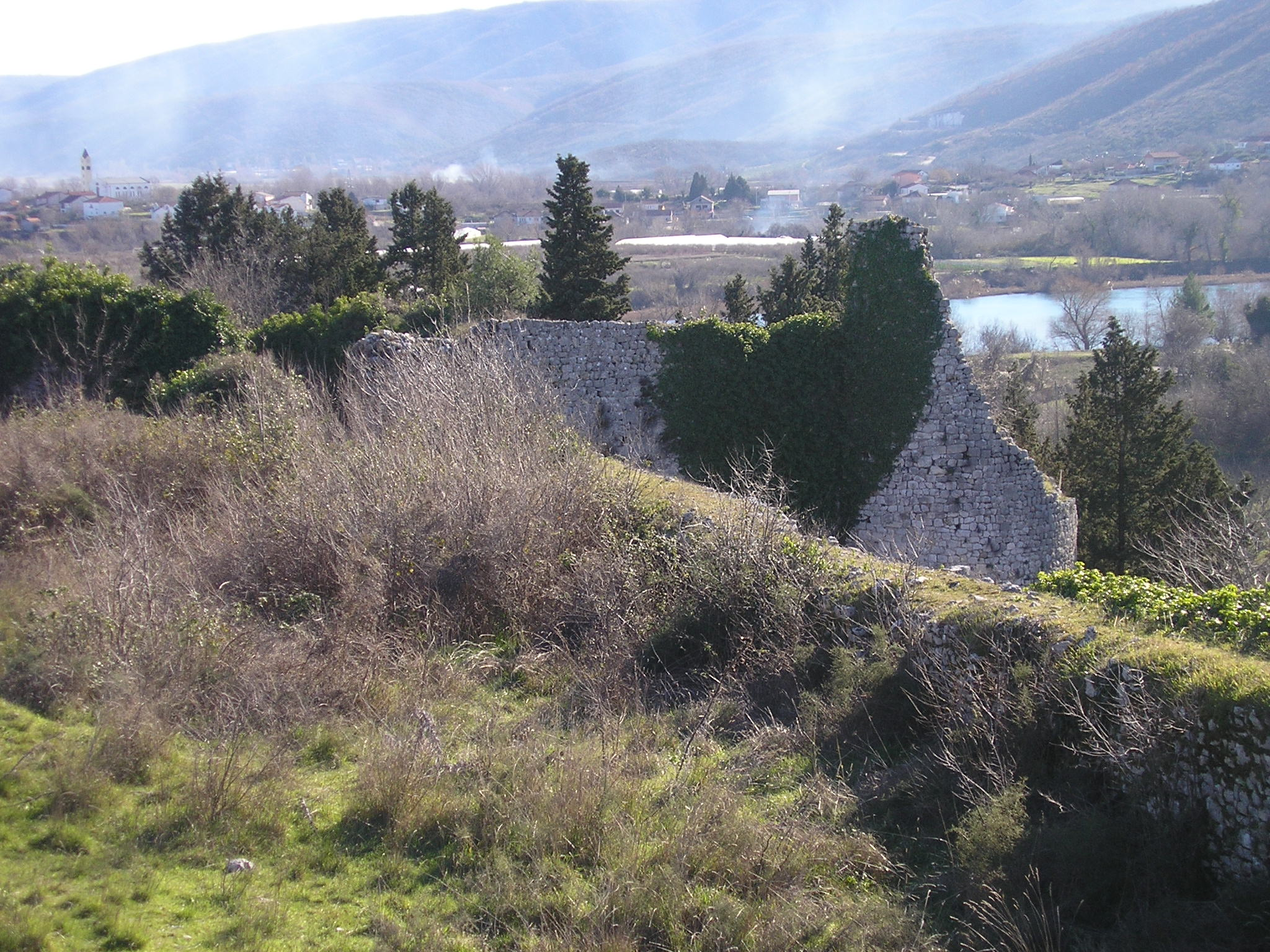
La antigua ciudad mercado de Drijeva, vista del río Neretva más allá de las murallas.

Se desconoce la causa de la serie de conflictos, pero el rey Tomás se movió resueltamente contra sus oponentes en las regiones del Bajo Neretva y el Drina Medio alrededor de Srebrenica (Podrinje Medio). Junto con Ivaniš Pavlović y Sladoje Semković, entró en el valle del Bajo Neretva en enero de 1444, donde se les unieron los Radivojević, y a principios de febrero capturaron Drijeva, una ciudad de mercado medieval. En marzo, el rey parece haber negociado una tregua con Stjepan y también recuperó Srebrenica, la ciudad minera en Podrinje Medio, que estaba defendida por los otomanos y la fortaleza homónima, y estaba preparando otro ataque contra Stjepan en agosto. La represalia otomana contra el rey le permitió recuperar las posesiones perdidas en el valle del Neretva y someter de nuevo a su autoridad a la Casa nobiliaria de Radivojević, aliada de Tomás. También en 1444, estableció una alianza con el déspota Đurađ Branković contra Tomás y Venecia. En abril de 1445, el rey perdió Srebrenica, que le fue arrebatada por el déspota, pero continuó preparándose para la guerra contra Kosača y, junto con los Pavlović, pronto recuperó Drijeva.

### Paz y matrimonio real

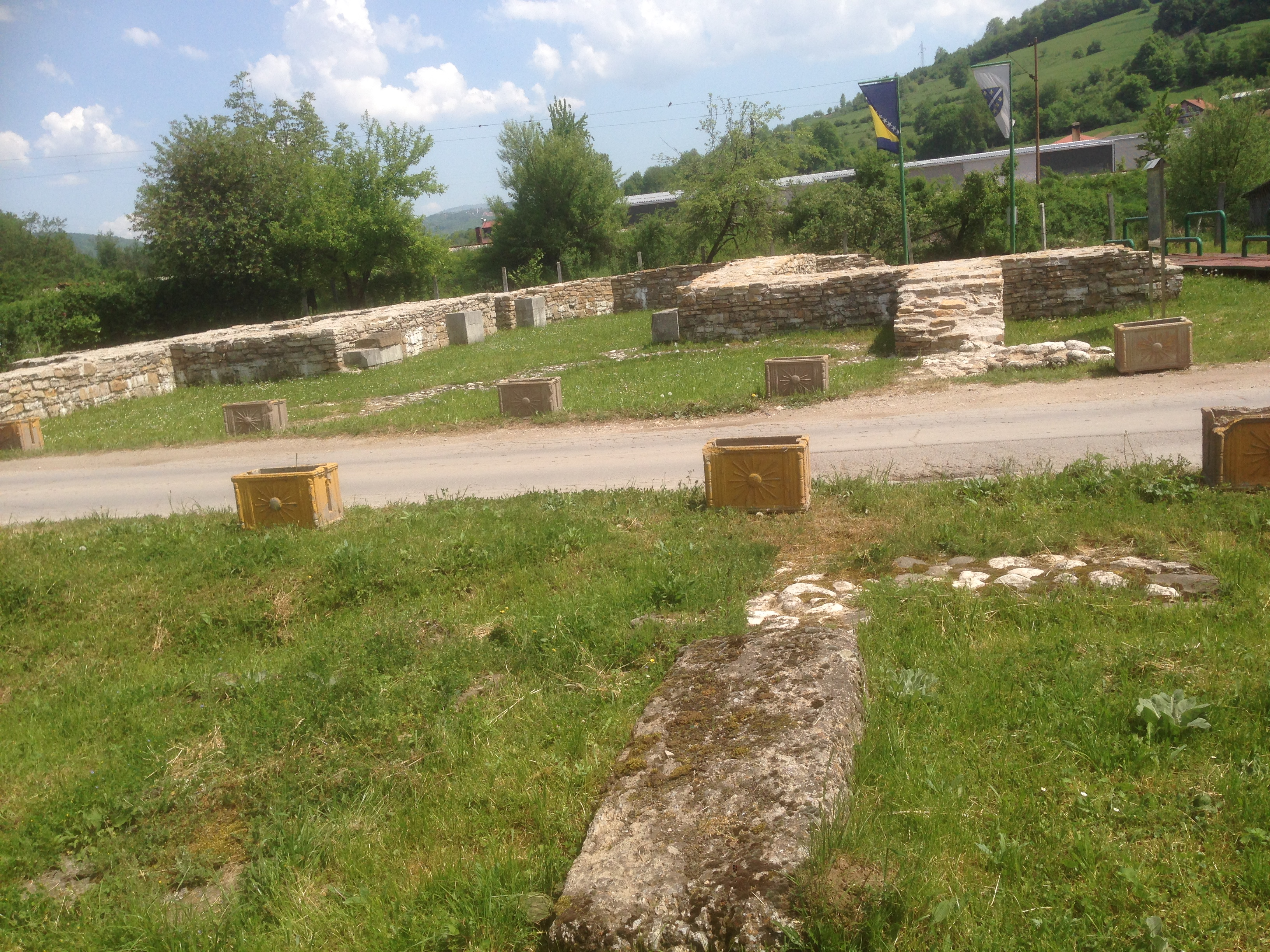
Iglesia de coronación y entierro en Mile, Visoko, capital del Reino de Bosnia.

Al no haber logrado fortalecer su autoridad por la fuerza, Tomás buscó otra forma de pacificar el reino. Un acercamiento con Stjepan a través del matrimonio con su hija Catalina probablemente se planteó en 1445, cuando buscó mejorar las relaciones con la Santa Sede para ser purificado de la «mancha de ilegitimidad» y recibir la anulación de su unión con la plebeya y hrstjan (seguidora de la Iglesia bosnia), Vojača. Las negociaciones se intensificaron a principios de 1446. Tommaso Tommasini, obispo de Lesina, convirtió al rey al catolicismo, pero solo en 1457 el cardenal Juan Carvajal realizó el bautismo.
A mediados de 1446, los dos rivales hicieron las paces. Stjepan reconoció a Tomás como rey y se restablecieron las fronteras previas a la guerra entre el dominio real y la tierra de Hum, pero el soberano recuperó Srebrenica más tarde ese mismo año. La boda real que selló esta paz tuvo lugar a mediados de mayo de 1446 en Milodraž. Se celebró según el rito católico, estuvo marcada por elaboradas festividades, y fue seguida por la coronación de la pareja en Mile. Para entonces, Catalina, quien también había sido una hrstjan, se había convertido al catolicismo. La paz entre el rey y el gran duque duró los dos años siguientes, hasta 1448, pero las relaciones volvieron a deteriorarse.

### Renovación del conflicto y nueva paz

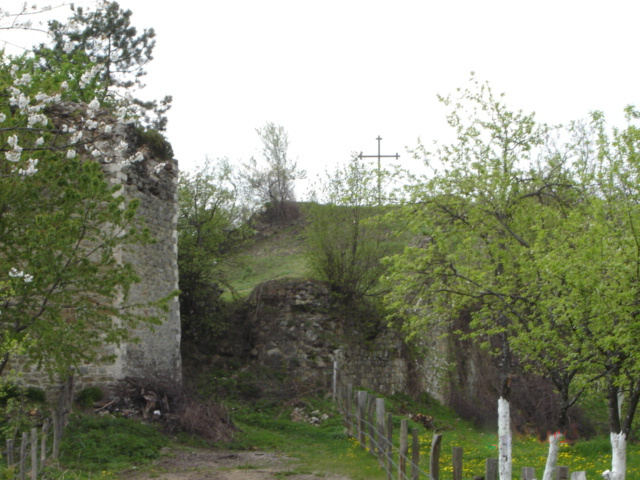
La ciudad de mercado y las minas de Srebrenica estaban defendidas por la fortaleza homónima.

A finales de 1446, Tomás recuperó Srebrenica, pero acordó con Đurađ Branković compartir las ganancias de los impuestos y las ricas minas de plata de la ciudad. La paz entre Stjepan y el rey desagradó a los otomanos, ya que su interés residía en dividir Bosnia. Las relaciones de Kosača con el déspota serbio también se deterioraron, principalmente debido a la cuestión de Srebrenica. Si bien el rey disfrutó de un período de estabilidad en las relaciones con el déspota, a finales de 1447, Stjepan intentó renegociar una reconciliación con Đurađ al mandar emisarios para ofrecerle «paz y alianza». En marzo de 1448, los otomanos enviaron una expedición para saquear los dominios del rey. También saquearon las tierras de su suegro e incendiaron Drijeva en el proceso.
En este punto, la posición del rey se vio seriamente perjudicada por la ofensiva otomana y el acercamiento de su suegro al déspota. En septiembre de 1448, el cuñado de Đurađ, Tomás Cantacuceno, atacó a las tropas bosnias mientras Stjepan ayudaba al déspota a recuperar Srebrenica. El rey e Ivaniš Pavlović tomaron represalias con éxito a finales de 1449. En febrero de 1450, retomaron Srebrenica y en abril y mayo, recuperaron Drijeva. La nuevas negociaciones de paz comenzaron a finales de 1450 y se concluyó una paz de corta duración a principios de 1451.

### Segunda guerra de Konavle y luchas internas
En 1451, Stjepan atacó la República de Ragusa en Konavle y sitió Dubrovnik, lo que dio inicio a la segunda guerra de Konavle; quería recuperar la ciudad de manos de los ragusanos debido a que habían estafado a su tío Sandalj para que vendiera su parte de aquella urbe a Dubrovnik. Dado que ya había sido nombrado un noble de la República, el gobierno lo declaró traidor. Se ofreció una recompensa de quince mil ducados, un palacio en la capital que estaba valorado en dos mil ducados y una renta anual de trescientos ducados a quien lo asesinara, junto con la promesa de obtener de un título nobiliario hereditario. La amenaza pareció haber funcionado porque Kosača abandonó el asedio y se trasladó a Kotor para ayudar a destruir a un merodeador albanés que, según se informa, había llegado a operar alrededor de la ciudad. Luego la reconciliación del rey Tomás y el déspota Đurađ, Dubrovnik propuso una liga contra Stjepan. Además de la cesión teórica de algunos de los territorios de la Casa de Kosača a la República de Ragusa, la carta del monarca bosnio del 18 de diciembre de 1451 le obligaba a atacarlo.
En julio de 1451, Dubrovnik entró en relaciones secretas con el hijo de gran duque, Vladislav, y el duque de Hum, Ivaniš Vlatković, ambos leales al trono bosnio. El primer rastro de negociaciones secretas con Vladislav se encuentra en una carta del negociador ragusano fechada el 23 de julio. A finales de julio o principios de agosto, expresó su deseo de aliarse con Dubrovnik contra su padre debido a que esperaba que le ayudara con dinero y tropas. Además, abogó por que se aliara con el rey Tomás y por qué también se le prestara ayuda, puesto que ya existía una alianza entre este y el rey.
Las relaciones en la familia de Stjepan influyeron enormemente en el inicio de las luchas internas y la rebelión de su hijo, pero también en toda la conspiración. La razón detrás de las luchas internas se puede encontrar en un escrito del cronista italiano Gaspare Broglio, quien dijo que los emisarios del gran duque trajeron de Florencia a una joven sienesa, con la intención de presentársela a su hijo. Esta era probablemente Jelisaveta, una joven concubina de la que Stjepan se enamoró e incluso encarceló a su hijo por un corto tiempo para tenerla para sí. Su esposa, Jelena, también buscaba vengarse por esto y quizás bajo su influencia, su hijo decidió rebelarse contra su padre. La alianza se forjó en el mayor secreto y fue sellada mediante una carta de alianza, escrita, firmada y emitida por Vladislav en la župa de Drinaljevo, cerca de la fortaleza de Tođevac, el 15 de agosto.
El 29 de marzo de 1452, Vladislav declaró abiertamente su hostilidad hacia su padre. Su madre y su abuela lo apoyaron y también se le unió Ivaniš Vlatković y sus hermanos. La rebelión estaba bien organizada, de modo que el primer día, ocuparon un territorio considerable con fortalezas igualmente importantes como la capital Blagaj, Tođevac, Vratar en el río Sutjeska, dos ciudades junto al puente Neretva, Vjenačac en Nevesinje, Imotski, Kruševac y Novi en Luka, y un poco más tarde Ljubuški. Ya en abril, se esperaba que el rey Tomás llegara a Hum para apoyar los esfuerzos. El rey llegó con su vasallo Petar Vojsalić y un contingente militar a mediados de abril, cuando las fuerzas aliadas se unieron contra el gran duque y su hijo menor Vlatko.
La alianza fue muy exitosa, especialmente porque la población general de Hum estaba extremadamente insatisfecha con el gobierno de Kosača; el rey y el déspota estaban de acuerdo con estos hechos y los otomanos se mantuvieron neutrales, solo Venecia siguió siendo un amigo durante la guerra, y tenía sus vasallos locales. Aunque, al principio  pudo contar con las tropas de Pavlović, porque estaban demasiado débiles después de la muerte de Radisav y habían firmado un acuerdo de paz con este, pero siendo hombres leales al rey, Ivaniš y Petar II Pavlović se abstuvieron de participar activamente. Por lo tanto, la alianza podría haberlo derrotado si no hubiera estallado una disputa por la ciudad de Blagaj, que el rey exigió a Vladislav, pero que este no accedió a ceder. Tras varias negociaciones infructuosas, esto lo condujo a dejar la alianza, y los ragusanos, decepcionados por la decisión del rey, retiraron su flota del Neretva y también a sus mercenarios. Abandonados así, Vladislav y los hermanos Vlatković perdieron la ventaja en el campo de batalla. En el verano de 1452 comenzaron lentamente los preparativos para la negociación para detener la guerra. En febrero de 1453 comenzaron las negociaciones, probablemente por iniciativa del gran duque. Pero antes de su inicio, durante los preparativos para las negociaciones a finales del verano y el otoño de 1452, los ragusanos intentaron persuadir al joven Vladislav, ahora duque, de no entrar en negociaciones con su padre y su hermano menor ya que alegaron que habían prometido vengarse de su persona y citaron las cartas de Kosača a Venecia como prueba. Sin embargo, dado que no podían impedir por completo las negociaciones, el gobierno de Dubrovnik quería al menos encontrar una manera de influir en ellos. En enero de 1453, los ragusanos expresaron al legado papal su compromiso con la paz, pero rechazaron la posibilidad de una paz separada entre cualquiera de las partes involucradas. Con algunas dudas sobre la fecha y el lugar exactos, finalmente perdonó a su primogénito, a su esposa y a la nobleza de Hum por rebelarse en su contra, y todo se selló con un tratado en una ceremonia celebrada en Pišče en el río Piva, en el camino a la fortaleza de Sokol, entre el 1 y el 5 de junio, con la confirmación y el aval del djed de la Iglesia bosnia y sus doce clérigos, llamados strojniks, y encabezados por el gost Radin, que sirvieron como testigos. También se estipuló que no debía se tomar ninguna medida contra Ivaniš Vlatković y Sladoje Semković, Đurađ Ratković y Vukašin Sanković, ni ninguno de los nobles que no formaran parte del círculo inmediato de la familia, hasta que las sospechas fueran comprobadas primero por el djed de la Iglesia bosnia, doce strojniks, entre los que se reservó un lugar para Radin.

### Conflictos religiosos
En la segunda mitad de 1459, el rey Tomás actuó con decisión contra los hrstjani, por lo que entre dos mil y doce mil se convirtieron al catolicismo; según el legado apostólico Nicolás de Modruš, quien residió en Bosnia entre 1461 y 1463, los «herejes maniqueos fueron bautizados a la fuerza». Al menos cuarenta miembros de alto rango de la jerarquía eclesiástica huyeron a la corte de Stjepan, quien los acogió a pesar de la petición papal. A principios de 1461, para demostrar su compromiso con la Iglesia católica, el rey envió a tres krstjani atados a Roma, donde el cardenal Juan de Torquemada los interrogó. El rey exigió la conversión de todos sus vasallos.

### Reconciliación final y restauración de la unidad bosnia

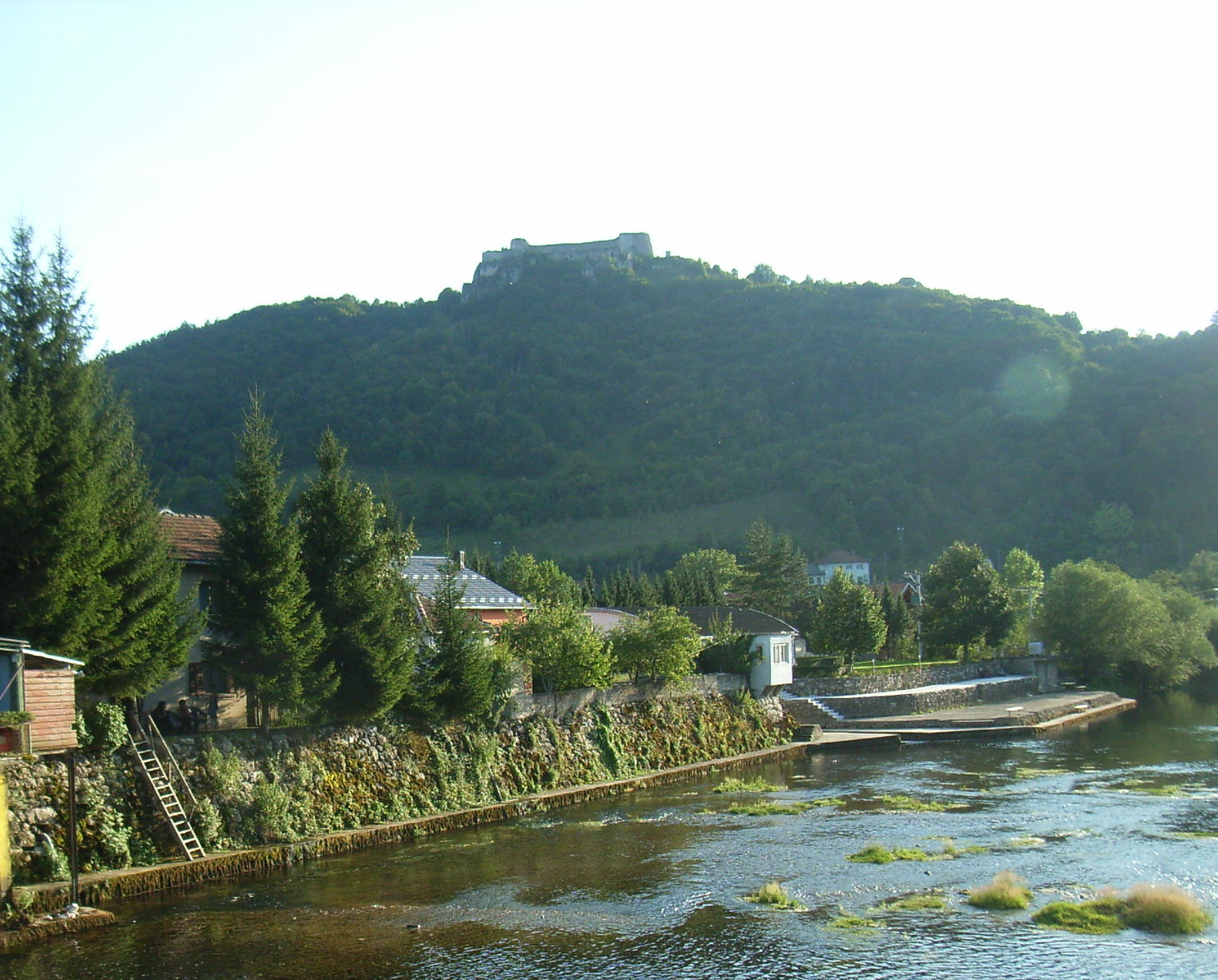
Castillo de Ostrovica.

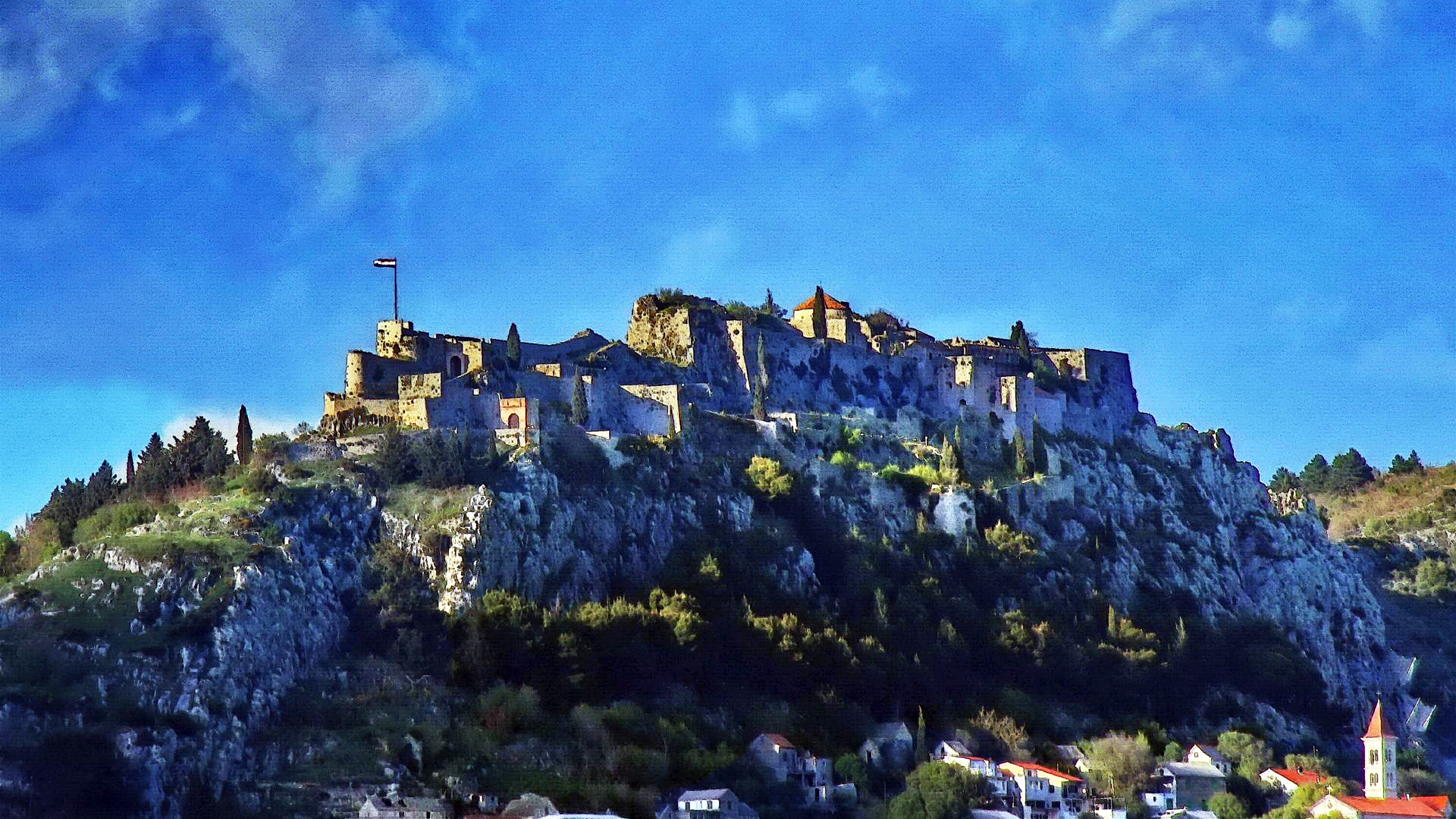
Fortaleza de Klis.

Stjepan pudo haber sido el noble más poderoso del reino, y los constantes conflictos con el rey Tomás debían ser resueltos por el hijo y heredero del rey, Esteban Tomašević. El nuevo rey, que accedió al trono tras la muerte de Tomás, se propuso resolver todos los desacuerdos dentro de la familia real para fortalecer su propia posición. Las tensas relaciones con la hija de su madrastra, Catalina, se calmaron, ya que le garantizó que conservaría su título y privilegios. Esto fue observado por su padre, Stjepan, quien escribió a los funcionarios venecianos diciendo que el rey la había «tomado como su madre». El rey, que también ansiaba la reconciliación, tomó en serio el consejo de los venecianos de reconciliarse con su abuelo. Al fortalecer su posición, se restableció la paz y se logró la reconciliación, lo que aseguró el apoyo absoluto de la nobleza y su lealtad al reino. Para el soberano bosnio, era fundamental obtener el pleno apoyo de Stjepan, que había enviado a su hijo y heredero elegido, Vlatko, a su coronación, y este se enorgulleció de anunciar que había asumido el trono del reino con la plena aceptación de la nobleza.
El gran duque se abstuvo de reclamar la corona bosnia para su nieto Segismundo, hijo de Catalina y medio hermano de Tomašević, probablemente dándose cuenta de que Bosnia necesitaba un monarca fuerte y maduro en tiempos de peligro. Los otomanos amenazaron el territorio de Bosnia mientras que los ataques contra los límites meridionales del reino por parte de Pablo Špirančić, ban de Croacia, entre septiembre de 1461 y principios de 1462, resultaron en la captura de una ciudad fronteriza bosnia. Los bosnios se prepararon para contraatacar con el apoyo de Venecia, pero acordaron una alianza con un noble de Krbava, la Casa Kurjaković, lo que hizo que la Serenísima cediera repentinamente debido a su temor de una alianza fuerte que pudiera amenazar sus propios intereses en la zona. Para evitar una confrontación directa entre ambos bandos, hicieron campaña para negociar con el ban debido a que también estaba interesada en asegurar Klis y Ostrovica, dos fortalezas clave en la frontera bosnio-croata. Klis estaba en manos del ban y Ostrovica en manos bosnias. El ban Pablo prometió cederles Klis en caso de un ataque bosnio.
Después de más de una década de discordia, Bosnia se enfrentó a una creciente presión por parte de los otomanos. El rey y el gran duque sabían que pronto atacarían, por lo que, a lo largo de 1462 y principios de 1463, buscaron ayuda de cualquiera, amigo o enemigo, que estuviera dispuesto a prestarla. El 8 y el 20 de marzo de 1463, Stjepan solicitó a Venecia que permitiera a las fuerzas de Skanderbeg cruzar su territorio para ayudarlo, lo cual hicieron, pero la decisión de informar a su puesto avanzado en Skadar se emitió el 26 de abril. Posiblemente debido a esta tardía reacción, Skanderbeg incumplió sus promesas antes de que se le retirase el permiso.

## Últimos años, muerte y sucesión

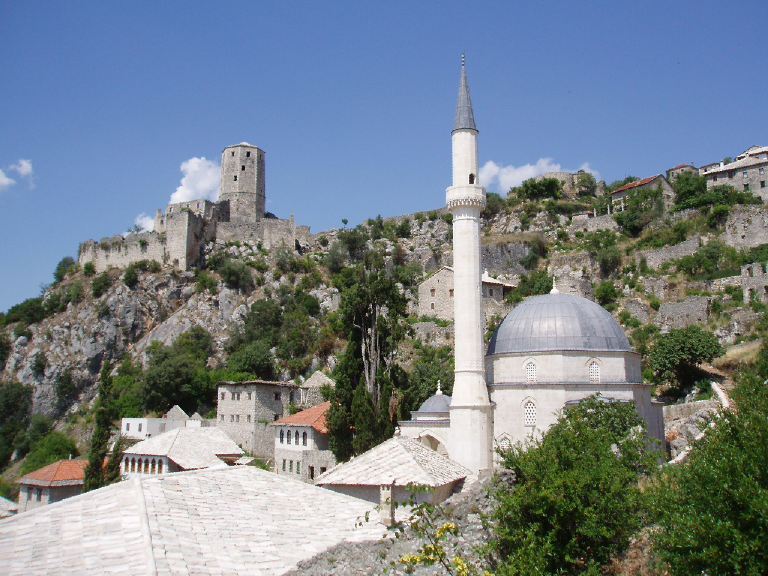
Počitelj, construido por el rey bosnio Tvrtko I en algún momento del año 1383, mencionado por primera vez en 1444, cayó en 1471.

Después de la caída de Bosnia en 1463, Stjepan vivió otros tres años, durante los cuales el reino fue desmantelado. Poco después de tomar el corazón del Reino de Bosnia en 1463, Mahmud Pasha se volvió hacia las tierras de Kosača y sitió Blagaj, después de lo cual el gran duque concedió una tregua mientras cedía todas sus tierras al norte de Blagaj a los otomanos. El 21 de mayo de 1466 en Novi, ante sus cortesanos más cercanos, citados como testigos: los capellanes de la corte, el gost Radin y el monje David, y el chambelán Pribislav Vukotić, dictó sus últimas palabras, recogidas en un testamento, y dejando a Vladislav fuera de él; le atribuyó la caída del reino y afirmó que había «traído al gran turco a Bosnia para la muerte y destrucción de todos». El duque murió al día siguiente.
Para la salvación de su alma, dejó un legado de diez mil ducados. Distribuyó el resto del dinero a sus hijos Vlatko y Stjepan, treinta mil ducados de oro a cada uno, mientras que a Vladislav, con quien permaneció en malos términos durante el resto de su vida, no le dejó nada. A su tercera esposa, Cecilia, le dejó mil ducados, así como platería, dos cinturones de plata y un poco de brocado dorado para la ropa, y todo lo que le había dado desde que llegó a su hogar. Dejó las pertenencias personales más valiosas a su hijo menor, Stjepan; al parecer era el favorito de su padre, por lo que también recibió su fuente de plata especial más grande, cuatro collares de piedras preciosas, las reliquias e iconos de su madre Bárbara, una corona decorada con perlas, anillos con piedras preciosas y un collar, cinturones, sus ropas y cuatro pares de túnicas ceremoniales, un gran gorro rojo de lino dorado (regalo de Matías Corvino), un gorro rojo y escarlata con dorado, una capa roja hecha de damasco con cordones de oro, platos con varios cuencos, cucharas y tazas, y dos ibriks, uno de los cuales pertenecía a Sandalj. Todo lo demás, platos, vajilla, cinturones, telas y otros objetos de valor, lo dividió a partes iguales entre sus tres hijos, y cada uno de ellos debía recibir un tercio de lo que había en el palacio de Dubrovnik.
Stjepan fue sucedido como gran duque por su segundo hijo más joven, Vlatko Hercegović, quien luchó por retener la mayor parte del territorio que pudo. Blagaj, que estaba en manos de Vladislav en 1452, durante la guerra entre él y su padre, fue la capital de Kosača durante el reinado de Sandalj y Stjepan. La ciudad cayó en 1466 mientras que el castillo de Ključ entre Nevesinje y Gacko quedó aislado de la parte principal de su territorio. Las acciones de Vlatko contra los otomanos se concentraron principalmente alrededor de este fuerte con un éxito limitado. Počitelj cayó en 1471, pero Vlatko ya se había dado cuenta en 1470 de que solo un cambio radical en su política podría traerle cierta liberación, por lo que persiguió y logró una paz con los otomanos. Ese mismo año, los otomanos excluyeron a Hum del Sanjacado de Bosnia y establecieron un nuevo Sanjacado de Herzegovina separado con sede en Foča.

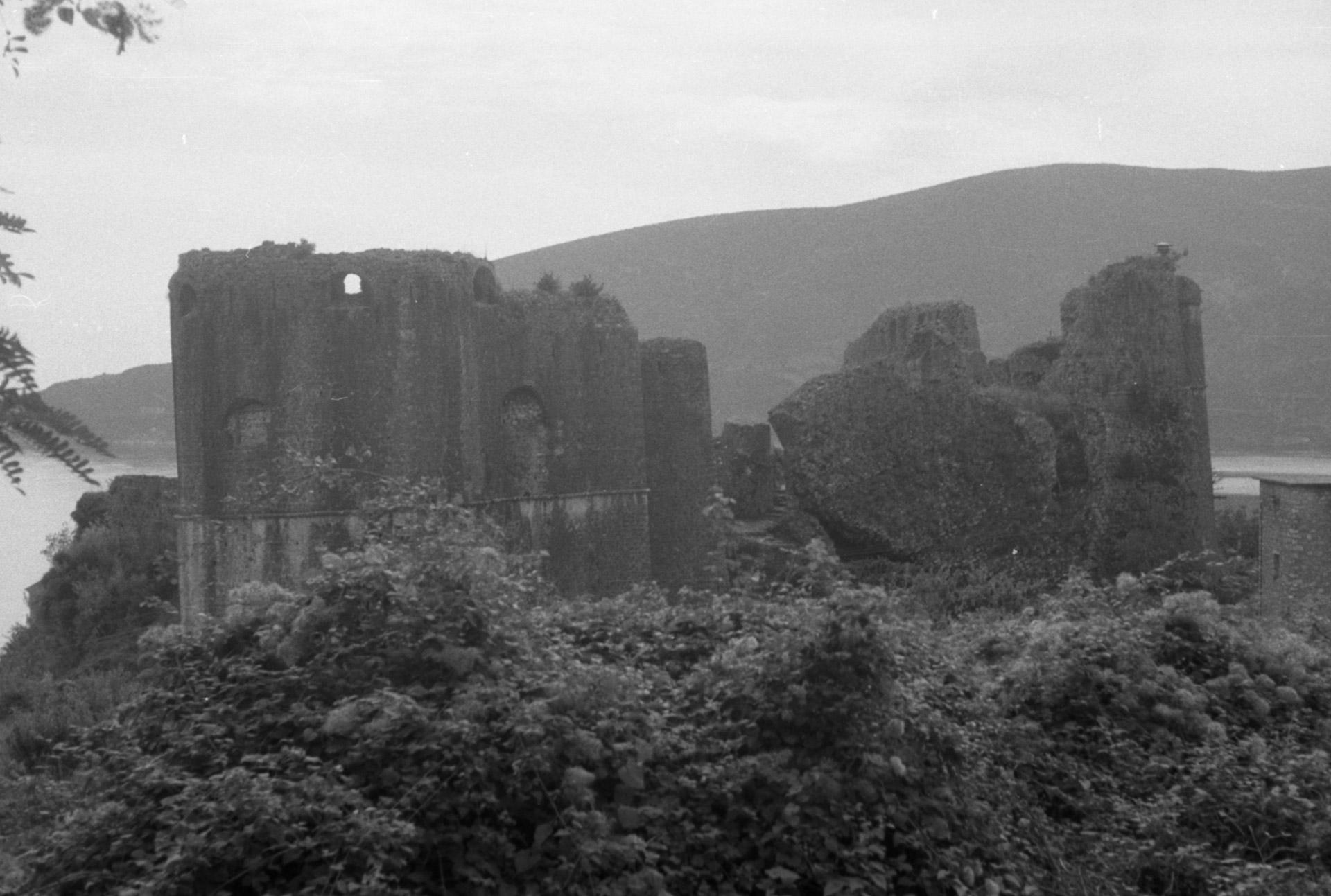
La fortaleza de Novi, construida por Tvrtko I en 1382, con su puerto recién fundado se convirtió inmediatamente en el centro económico del reino, más tarde sede de invierno de Stjepan y su hijo Vlatko, y fue también el último punto independiente del estado bosnio.

Los intentos de restaurar el reino bosnio, en su mayoría bajo los auspicios de potencias externas, principalmente húngaros a quienes la historiografía ve como los principales culpables de su caída, duraron hasta principios del siglo XVI. Ya en 1465, los otomanos instalaron a Matija Šabančić, hijo de Radivoj, como rey titular de Bosnia, mientras que el rey húngaro Matías Corvino, instaló a Nicolás Újlaki en el lado húngaro ya en 1471. Los otomanos respondieron nombrando al sobrino nieto de Hrvoje, Matija Vojsalić, como el nuevo rey titular. Pero todos estos intereses y pretensiones externas, que se entrelazaban en torno a la corona y el territorio estatal bosnios, no tenían nada que ver con la verdadera independencia bosnia: la tradición del estado independiente bosnio no jugó ningún papel en lo que pretendían ni los húngaros ni los otomanos.
Los únicos vestigios reales del estado bosnio independiente eran las últimas extensiones de tierra que Vlatko poseía en Hum. Trasladó su residencia a su última capital, Novi, y tras unos años renunció a su acuerdo de paz con los otomanos. Tras su matrimonio en 1474, Vlatko se reconcilió con su hermano mayor Vladislav. Casi al mismo tiempo, entre finales de 1473 y principios de 1474, su hermano menor Stjepan partió hacia Estambul, donde se convirtió al islam y pasaría a llamarse Ahmed Pasha Hercegović, tras lo cual ocuparía varios altos cargos a lo largo de sus cuarenta años de carrera e incluiría el cargo más alto en la armada otomana.
Justo antes de la muerte del sultán Mehmed II, Vlatko intentó un avance más hacia el corazón de Bosnia, pero fue abandonado por sus aliados, por lo que se retiró por completo a su fortaleza en Novi. La muerte del sultán impulsó a su sucesor, Bayezid II a invadir Novi, su puerto y el territorio bosnio restante. En noviembre de 1481, Ajaz-Bey del Sanjacado de Herzegovina sitió la ciudad, pero justo antes del 14 de diciembre de 1481, Vlatko dejó de resistirse y acordó con los otomanos mudarse con su familia a Estambul. Ahora la totalidad de Herzegovina era otomana, y más tarde, en 1580, se convertiría en uno de los sanjacado del Eyalato de Bosnia. Esto significó la desaparición del último punto independiente restante del estado bosnio.

## Títulos, otomanos y relaciones públicas
En la primera mitad de 1448, Stjepan, que ya era duque de Hum y gran duque de Bosnia, intento «reforzar su caso ante los otomanos» y se proclamó  herceg de Hum y la Costa, gran duque de Bosnia, conde del Drina y el resto, lo que se documentó por primera vez a principios de 1449. A finales de 1449 o principios de 1450, lo cambió a herceg de San Sava, señor de Hum, gran duque de Bosnia, conde del Drina y el resto. Este nuevo e inusual título provenía del nombre de San Sava, el santo serbio cuyas reliquias se conservaban en Mileševa, al este de la provincia de Stjepan, pero no estaba relacionado con su persuasión religiosa; era miembro de la Iglesia bosnia durante toda su vida.
No se sabe mucho sobre las circunstancias que rodearon a esta nueva designación. Los reyes Tomás, Federico III del Sacro Imperio Romano Germánico y Alfonso V, así como el papa, Venecia y los otomanos, son los posibles otorgantes para ese título. También es probable que el propio Stjepan lo añadiera a principios de octubre de 1448 y recibiera la confirmación y el reconocimiento de los otomanos. El 17 de octubre de 1448, los habitantes de Dubrovnik lo felicitaron por la «adquisición de la nueva dignidad de herceg». En la corte húngara, el nuevo título fue comentado en términos menos halagadores: «si es que uno puede ser llamado herceg cuando los turcos le otorgaron un título», y posteriormente, siempre que Dubrovnik se enfrentaba a él, sus funcionarios utilizaban con entusiasmo esta conjetura.
Stjepan no fue el primer noble bosnio en ostentar ese título. Otro magnate bosnio, Hrvoje Vukčić Hrvatinić, ostentaba la designación de herceg de Split, recibido de Ladislao I de Nápoles aproximadamente medio siglo antes. Parece que este hecho debió de causar una profunda impresión y estuvo constantemente presente en su mente, pues al principio intentó adquirir esta misma designación del rey Alfonso V. Esta dinámica interna bosnia generó poco o ningún interés, aunque en la Europa medieval, un estricto orden jerárquico impedía que tal «usurpación» pasara desapercibida. En Bosnia, este acontecimiento podría haber pasado desapercibido, pero una actitud relajada era habitual en el contexto político bosnio.
Según los medievalistas, la medida le había aportado a Stjepan un considerable valor de imagen pública. John Van Antwerp Fine lo atribuyó a que las reliquias de San Sava eran consideradas objetos milagrosos con propiedades curativas por personas de todas las religiones de la región, pero probablemente más importante todavía, la medida marcó un acercamiento con el déspota Đurađ —en ocasiones su único aliado durante la guerra civil— y los otomanos, de quienes el déspota había sido vasallo. Marko Vego opinaba que el título de duque de San Sava, elevó su reputación y la de su familia tanto dentro del Estado bosnio como en el extranjero, al igual que Vladimir Ćorović, quien concluyó de forma similar que el gran duque creía que así elevaría su rango y prestigio.
El medievalista Sima Ćirković señaló que historiadores anteriores criticaron duramente sus relaciones de vasallaje con los otomanos, y apuntó que dichas relaciones eran características de todos los señores bosnios en ese momento; era prácticamente una norma de ese período. Ćirković también escribe que Stjepan pasó sus últimos años como un acérrimo adversario de los otomanos. Concluyó que probablemente deseaba enfatizar su importancia en la corte otomana, pero que agregar el nuevo título tenía poco más que un significado simbólico porque continúo siendo por el resto de su vida el gran duque de Bosnia. Según los historiadores, la adquisición de este nombramiento dio nombre a una provincia, convirtiéndose en uno de sus legados perdurables.

## Religión

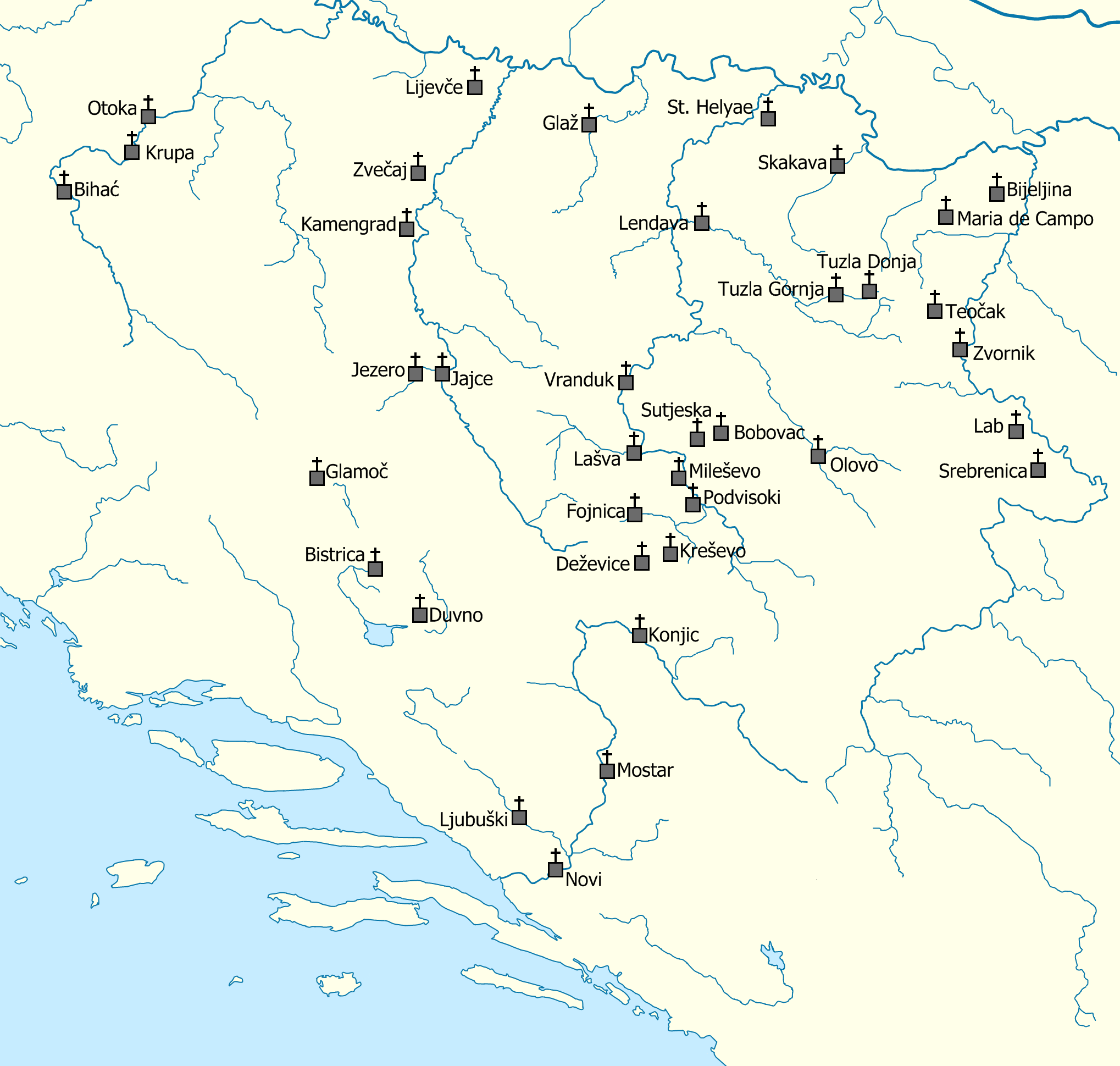
Ubicación de los monasterios franciscanos en la Bosnia del, durante el reinado de Tomás.

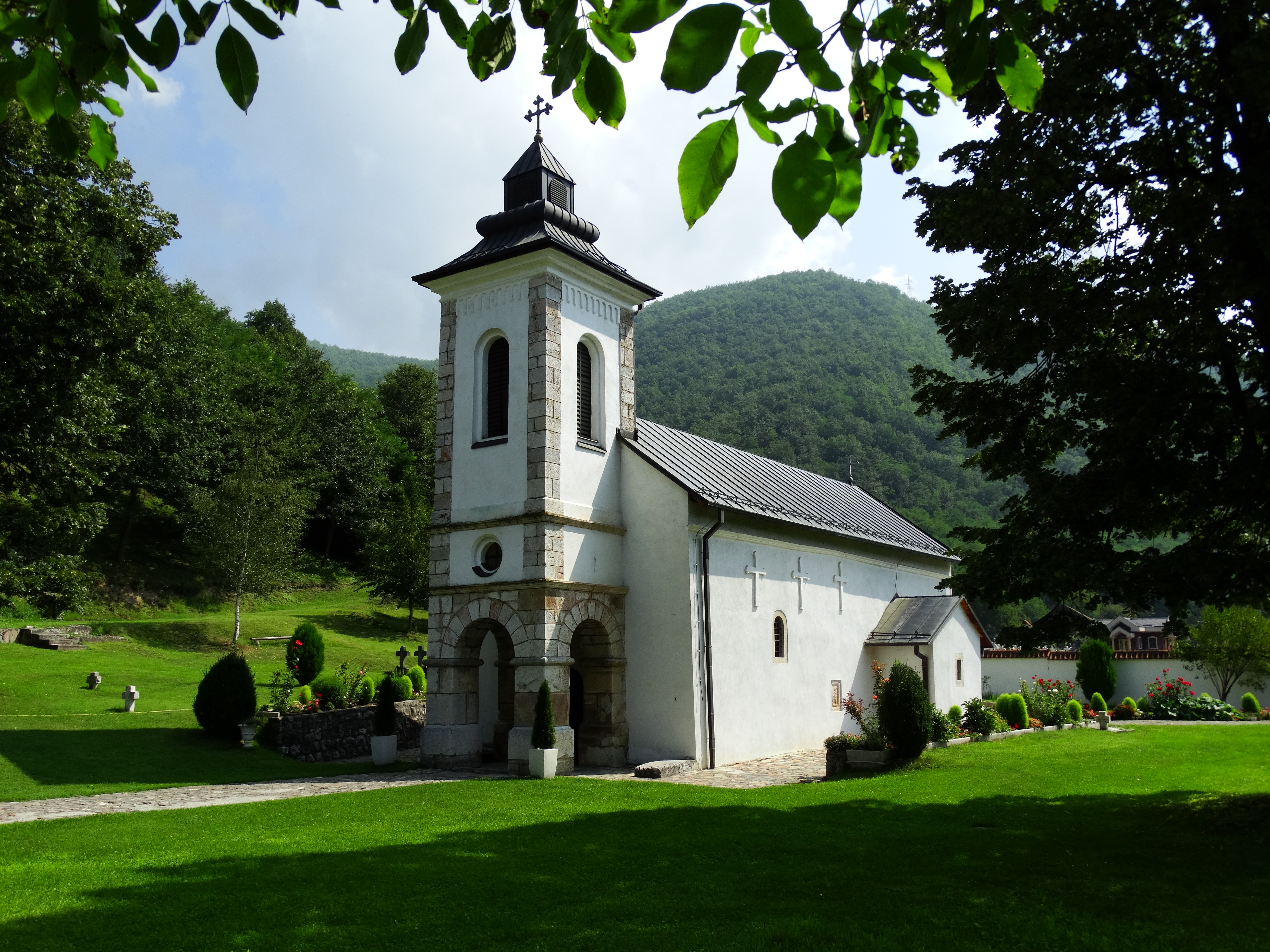
Iglesia de San Jorge y Sopotnica fundada por Stjepan.

Como la mayoría de los nobles bosnios de la época, Stjepan se consideraba un fiel hrstjan, como se conocía a los seguidores de la Iglesia bosnia y como se llamaban a sí mismos sus miembros. Su actitud hacia la Iglesia bosnia se puso de relieve cuando el rey Tvrtko II murió en septiembre de 1443. Los acontecimientos que siguieron a su negativa por reconocer al primo del rey fallecido y heredero elegido, Tomás, como el nuevo rey de Bosnia, crearon una crisis política que culminó en una guerra civil. Tomás se había convertido al catolicismo, una decisión catastrófica para los hrstjani. La decisión del rey de convertirse fue una maniobra política, aunque fundada en un razonamiento sólido, y tenía por objeto salvar el reino. También se comprometió a demostrar su devoción participando en la persecución religiosa contra sus recientes correligionarios. Estos acontecimientos impulsaron a Stjepan a dar refugio a los hrstjani y a unirse a los otomanos en apoyo del anti-rey bosnio Radivoj, el hermano exiliado de Tomás, que siguió siendo un seguidor de la Iglesia bosnia a pesar de su cruzada contra los seguidores de la iglesia.
La Casa de Kosača pertenecía a la Iglesia bosnia, pero eran cristianos indecisos, como la mayoría de sus compatriotas. Tradicionalmente, la actitud de la mayoría de los bosnios hacia la religión e incluía la de Stjepan, era inusualmente flexible para la Europa de la época. Su hija mayor, Catalina, quien también había sido hrstjan, se convirtió al catolicismo, mientras que su hijo menor, Stjepan, adoptó el islam y cambió su nombre a Ahmed tras mudarse a Constantinopla alrededor de 1473.
Esta flexibilidad religiosa se destacó de nuevo en 1454, cuando Stjepan erigió una iglesia ortodoxa en Goražde, pero también solicitó que se incluyera una capilla católica en la iglesia, y antes de que las obras finalizaran a principios de 1455, se construyó un atrio a la izquierda del altar para que la segunda esposa del gran duque, la princesa católica Bárbara, «hija del muy ilustre duque de Baviera», pudiera rezar allí.
Stjepan también solicitó el envío de misioneros católicos del sur de Italia para hacer proselitismo en Bosnia y expresó su deseo de convertirse al catolicismo, a la vez que forjaba estrechas relaciones y se aliaba con los musulmanes otomanos. La Santa Sede lo trató como católico, mientras que el Patriarcado Ecuménico de Constantinopla lo consideraba ortodoxo, pero también lo acusó de hereje y de pertenecer a la Iglesia bosnia; el papa lo acusó explícitamente de tal transgresión.
Stjepan fue protector de la Iglesia bosnia durante toda su vida y mantuvo a un prelado de alto rango, un diplomático y embajador, gost Radin muy conocido y muy influyente, como su consejero más cercano en su corte. Al final de su vida, utilizó tanto a Radin como a David, un metropolitano ortodoxo de Mileševa, como capellanes de su corte, y su chambelán, Pribislav Vukotić, era católico.
Cuando  Stjepan acordó la paz con su hijo mayor, su esposa y la nobleza de Hum después de que se rebelaran en su contra, el tratado se selló en una ceremonia frente al djed de la Iglesia de Bosnia y sus doce clérigos, llamados strojniks encabezados por el gost Radin, que sirvieron como testigos. En el mismo tratado también se estipuló que no debía tomar ninguna acción contra ninguno de los nobles fuera del círculo inmediato de la Casa de Kosača hasta que las sospechas fueran comprobadas primero por el djed, doce strojniks, entre los cuales se reservó nuevamente un lugar para Radin.

## Posesiones

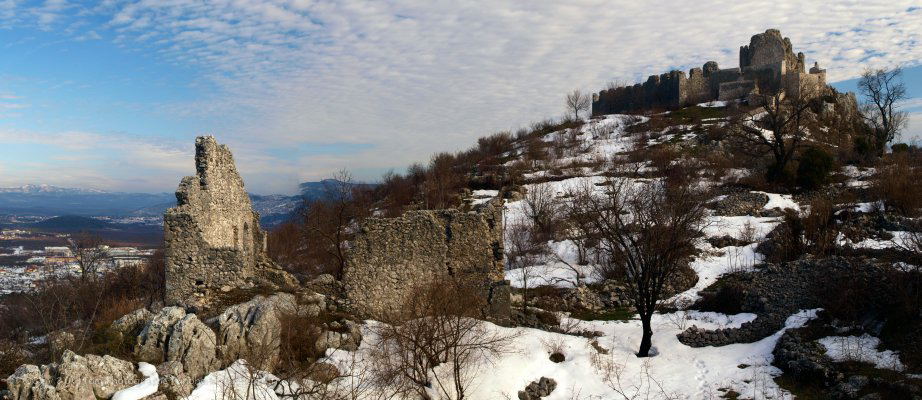
La fortaleza de Ljubuški fue escenario de un enfrentamiento interno familiar entre Stjepan y su hijo Vladislav

Alrededor de 1450, las posesiones de la Casa de Kosača incluían tierras y condados: Humska zemlja, Zagorje, Drina, Rudine, Banjani, Trebinje, Gornja Zeta, Donja Zeta), Polimlje, Dračevica, Krajina y Poljica en Cetina. A principios de la década de 1460, justo antes de la caída del Reino de Bosnia, Stjepan controlaba la mayor parte de la actual Herzegovina, en aquel momento Humska zemlja, incluida Vitina, y hasta Krajina, tan al oeste. Sin embargo, ya había perdido el control de muchas de sus tierras y ciudades al norte de Hum ante los otomanos como Zagorje, Drina, Taslidža, Čajniče, Višegrad, la fortaleza de Sokol cerca de Šćepan Polje, incluidas Nevesinje y Gacko dentro de Hum.

## Matrimonios
| \| \| \| \| \| Vuk Kosača \| Vuk Kosača \| Vuk Kosača \| Vuk Kosača \| Vuk Kosača \| Vuk Kosača \| \| \| Desconocida \| Desconocida \| Desconocida \| Desconocida \| Desconocida \| Desconocida \| \| \| \| \| \| \| \| \| \| \| \| \| \| \| \| \| \| \| \| \| \| \| \| \| \| \| \| \| \| \| \| \| \| Vuk Kosača \| Vuk Kosača \| Vuk Kosača \| Vuk Kosača \| Vuk Kosača \| Vuk Kosača \| \| \| Desconocida \| Desconocida \| Desconocida \| Desconocida \| Desconocida \| Desconocida \| \| \| \| \| \| \| \| \| \| \| \| \| \| \| \| \| \| \| \| \| \| \| \| \| \| \| \| \| \| \| \| \| \| \| \| \| \| \| \| \| \| \| \| \| \| \| \| \| \| \| \| \| \| \| \| \| \| \| \| \| \| \| \| \| \| \| \| \| \| \| \| \| \| \| \| \| \| \| \| \| \| \| \| \| \| \| \| \| \| \| \| \| \| \| \| \| \| \| \| \| \| \| \| \| \| \| \| \| \| \| \| \| \| \| \| \| \| \| \| \| \| \| \| Vlatko Vuković \| Vlatko Vuković \| Vlatko Vuković \| Vlatko Vuković \| Vlatko Vuković \| Vlatko Vuković \| \| \| \| \| \| \| \| \| \| \| \| \| \| \| Hrana Vuković \| Hrana Vuković \| Hrana Vuković \| Hrana Vuković \| Hrana Vuković \| Hrana Vuković \| \| \| Anka \| Anka \| Anka \| Anka \| Anka \| Anka \| \| \| \| \| \| \| \| \| \| \| \| \| \| Vlatko Vuković \| Vlatko Vuković \| Vlatko Vuković \| Vlatko Vuković \| Vlatko Vuković \| Vlatko Vuković \| \| \| \| \| \| \| \| \| \| \| \| \| \| \| Hrana Vuković \| Hrana Vuković \| Hrana Vuković \| Hrana Vuković \| Hrana Vuković \| Hrana Vuković \| \| \| Anka \| Anka \| Anka \| Anka \| Anka \| Anka \| \| \| \| \| \| \| \| \| \| \| \| \| \| \| \| \| \| \| \| \| \| \| \| \| \| \| \| \| \| \| \| \| \| \| \| \| \| \| \| \| \| \| \| \| \| \| \| \| \| \| \| \| \| \| \| \| \| \| \| \| \| \| \| \| \| \| \| \| \| \| \| \| \| \| \| \| \| \| \| \| \| \| \| \| \| \| \| \| \| \| \| \| \| \| \| \| \| \| \| \| \| \| \| \| \| \| \| \| \| \| \| \| \| \| \| \| \| \| \| \| \| \| \| \| \| \| \| \| \| \| \| \| \| \| \| \| \| \| \| \| \| \| \| \| \| \| \| \| \| \| \| \| \| \| \| \| \| \| \| \| Sandalj Hranić \| Sandalj Hranić \| Sandalj Hranić \| Sandalj Hranić \| Sandalj Hranić \| Sandalj Hranić \| \| \| JelenaKatrinaJelena \| JelenaKatrinaJelena \| JelenaKatrinaJelena \| JelenaKatrinaJelena \| JelenaKatrinaJelena \| JelenaKatrinaJelena \| \| \| \| \| Vukac Hranić \| Vukac Hranić \| Vukac Hranić \| Vukac Hranić \| Vukac Hranić \| Vukac Hranić \| \| \| Katarina \| Katarina \| Katarina \| Katarina \| Katarina \| Katarina \| \| \| Vuk Hranić \| Vuk Hranić \| Vuk Hranić \| Vuk Hranić \| Vuk Hranić \| Vuk Hranić \| \| \| \| \| \| \| \| Sandalj Hranić \| Sandalj Hranić \| Sandalj Hranić \| Sandalj Hranić \| Sandalj Hranić \| Sandalj Hranić \| \| \| JelenaKatrinaJelena \| JelenaKatrinaJelena \| JelenaKatrinaJelena \| JelenaKatrinaJelena \| JelenaKatrinaJelena \| JelenaKatrinaJelena \| \| \| \| \| Vukac Hranić \| Vukac Hranić \| Vukac Hranić \| Vukac Hranić \| Vukac Hranić \| Vukac Hranić \| \| \| Katarina \| Katarina \| Katarina \| Katarina \| Katarina \| Katarina \| \| \| Vuk Hranić \| Vuk Hranić \| Vuk Hranić \| Vuk Hranić \| Vuk Hranić \| Vuk Hranić \| \| \| \| \| \| \| \| \| \| \| \| \| \| \| \| \| \| \| \| \| \| \| \| \| \| \| \| \| \| \| \| \| \| \| \| \| \| \| \| \| \| \| \| \| \| \| \| \| \| \| \| \| \| \| \| \| \| \| \| \| \| \| \| \| \| \| \| \| \| \| \| \| \| \| \| \| \| \| \| \| \| \| \| \| \| \| \| \| \| \| \| \| \| \| \| \| \| \| \| \| \| \| \| \| \| \| \| \| \| \| \| \| \| \| \| \| \| \| \| Teodora \| Teodora \| Teodora \| Teodora \| Teodora \| Teodora \| \| \| Stjepan Vukčić \| Stjepan Vukčić \| Stjepan Vukčić \| Stjepan Vukčić \| Stjepan Vukčić \| Stjepan Vukčić \| \| \| \| \| \| \| \| \| |                |                |                |                |                |                |                |                |                |                |                |             |             |                     |                     |                     |                     |                     |                     |               |               |               |               |               |               |              |              |              |              |      |      |                |                |                |                |                |                |  |  |            |            |            |            |            |            |
| |                |                |                | Vuk Kosača     | Vuk Kosača     | Vuk Kosača     | Vuk Kosača     | Vuk Kosača     | Vuk Kosača     |                |                | Desconocida | Desconocida | Desconocida         | Desconocida         | Desconocida         | Desconocida         |                     |                     |               |               |               |               |               |               |              |              |              |              |      |      |                |                |                |                |                |                |  |  |            |            |            |            |            |            |
| |                |                |                | Vuk Kosača     | Vuk Kosača     | Vuk Kosača     | Vuk Kosača     | Vuk Kosača     | Vuk Kosača     |                |                | Desconocida | Desconocida | Desconocida         | Desconocida         | Desconocida         | Desconocida         |                     |                     |               |               |               |               |               |               |              |              |              |              |      |      |                |                |                |                |                |                |  |  |            |            |            |            |            |            |
| |                |                |                |                |                |                |                |                |                |                |                |             |             |                     |                     |                     |                     |                     |                     |               |               |               |               |               |               |              |              |              |              |      |      |                |                |                |                |                |                |  |  |            |            |            |            |            |            |
| |                |                |                |                |                |                |                |                |                |                |                |             |             |                     |                     |                     |                     |                     |                     |               |               |               |               |               |               |              |              |              |              |      |      |                |                |                |                |                |                |  |  |            |            |            |            |            |            |
| Vlatko Vuković | Vlatko Vuković | Vlatko Vuković | Vlatko Vuković | Vlatko Vuković | Vlatko Vuković |                |                |                |                |                |                |             |             |                     |                     |                     |                     |                     |                     | Hrana Vuković | Hrana Vuković | Hrana Vuković | Hrana Vuković | Hrana Vuković | Hrana Vuković |              |              | Anka         | Anka         | Anka | Anka | Anka           | Anka           |                |                |                |                |  |  |            |            |            |            |            |            |
| Vlatko Vuković | Vlatko Vuković | Vlatko Vuković | Vlatko Vuković | Vlatko Vuković | Vlatko Vuković |                |                |                |                |                |                |             |             |                     |                     |                     |                     |                     |                     | Hrana Vuković | Hrana Vuković | Hrana Vuković | Hrana Vuković | Hrana Vuković | Hrana Vuković |              |              | Anka         | Anka         | Anka | Anka | Anka           | Anka           |                |                |                |                |  |  |            |            |            |            |            |            |
| |                |                |                |                |                |                |                |                |                |                |                |             |             |                     |                     |                     |                     |                     |                     |               |               |               |               |               |               |              |              |              |              |      |      |                |                |                |                |                |                |  |  |            |            |            |            |            |            |
| |                |                |                |                |                |                |                |                |                |                |                |             |             |                     |                     |                     |                     |                     |                     |               |               |               |               |               |               |              |              |              |              |      |      |                |                |                |                |                |                |  |  |            |            |            |            |            |            |
| |                |                |                |                |                |                |                |                |                |                |                |             |             |                     |                     |                     |                     |                     |                     |               |               |               |               |               |               |              |              |              |              |      |      |                |                |                |                |                |                |  |  |            |            |            |            |            |            |
| |                |                |                |                |                | Sandalj Hranić | Sandalj Hranić | Sandalj Hranić | Sandalj Hranić | Sandalj Hranić | Sandalj Hranić |             |             | JelenaKatrinaJelena | JelenaKatrinaJelena | JelenaKatrinaJelena | JelenaKatrinaJelena | JelenaKatrinaJelena | JelenaKatrinaJelena |               |               |               |               | Vukac Hranić  | Vukac Hranić  | Vukac Hranić | Vukac Hranić | Vukac Hranić | Vukac Hranić |      |      | Katarina       | Katarina       | Katarina       | Katarina       | Katarina       | Katarina       |  |  | Vuk Hranić | Vuk Hranić | Vuk Hranić | Vuk Hranić | Vuk Hranić | Vuk Hranić |
| |                |                |                |                |                | Sandalj Hranić | Sandalj Hranić | Sandalj Hranić | Sandalj Hranić | Sandalj Hranić | Sandalj Hranić |             |             | JelenaKatrinaJelena | JelenaKatrinaJelena | JelenaKatrinaJelena | JelenaKatrinaJelena | JelenaKatrinaJelena | JelenaKatrinaJelena |               |               |               |               | Vukac Hranić  | Vukac Hranić  | Vukac Hranić | Vukac Hranić | Vukac Hranić | Vukac Hranić |      |      | Katarina       | Katarina       | Katarina       | Katarina       | Katarina       | Katarina       |  |  | Vuk Hranić | Vuk Hranić | Vuk Hranić | Vuk Hranić | Vuk Hranić | Vuk Hranić |
| |                |                |                |                |                |                |                |                |                |                |                |             |             |                     |                     |                     |                     |                     |                     |               |               |               |               |               |               |              |              |              |              |      |      |                |                |                |                |                |                |  |  |            |            |            |            |            |            |
| |                |                |                |                |                |                |                |                |                |                |                |             |             |                     |                     |                     |                     |                     |                     |               |               |               |               |               |               |              |              |              |              |      |      |                |                |                |                |                |                |  |  |            |            |            |            |            |            |
| |                |                |                |                |                |                |                |                |                |                |                |             |             |                     |                     |                     |                     |                     |                     |               |               |               |               | Teodora       | Teodora       | Teodora      | Teodora      | Teodora      | Teodora      |      |      | Stjepan Vukčić | Stjepan Vukčić | Stjepan Vukčić | Stjepan Vukčić | Stjepan Vukčić | Stjepan Vukčić |  |  |            |            |            |            |            |            |

Stjepan se casó tres veces. En 1424, se casó con Jelena Balšić, hija de Balša III de Zeta (y nieta de su tía, Jelena Balšić), que falleció en 1453. Dos años más tarde, se casó con la princesa católica Bárbara, «hija del Ilustrísimo duque de Baviera», probablemente hija ilegítima del duque Enrique XVI, que falleció en 1459. En 1460, se casó con una alemana llamada Cecilia.

### Descendencia
Con su primera esposa, Jelena Balšić, tuvo al menos cuatro hijos:
- Catalina (1424-1478), en 1446 se casó con Tomás de Bosnia y, abandonando la Iglesia bosnia, se convirtió al catolicismo;
- Vladislav Hercegović (c. 1427-1489), gran duque de Bosnia, señor de Krajina,[122] se casó con Kira Ana, hija de Jorge Paleólogo en 1455;
- Vlatko Hercegović (c. 1428-1489), duque de San Sava, se casó con una noble de Apulia;
- Hersekli Ahmed Paşa (c. 1430-1515), bautizado como Stjepan; se convirtió en gran visir y gran almirante del sultán, se casó con Fátima, hija del sultán Bayezid II, en 1482.

Con su segunda esposa, Bárbara, tuvo al menos dos hijos:
- Un hijo (1456), que vivió poco y cuyo nombre se desconoce;
- Mara, hija.

## Historiografía, personalidad y legado

### En la historiografía

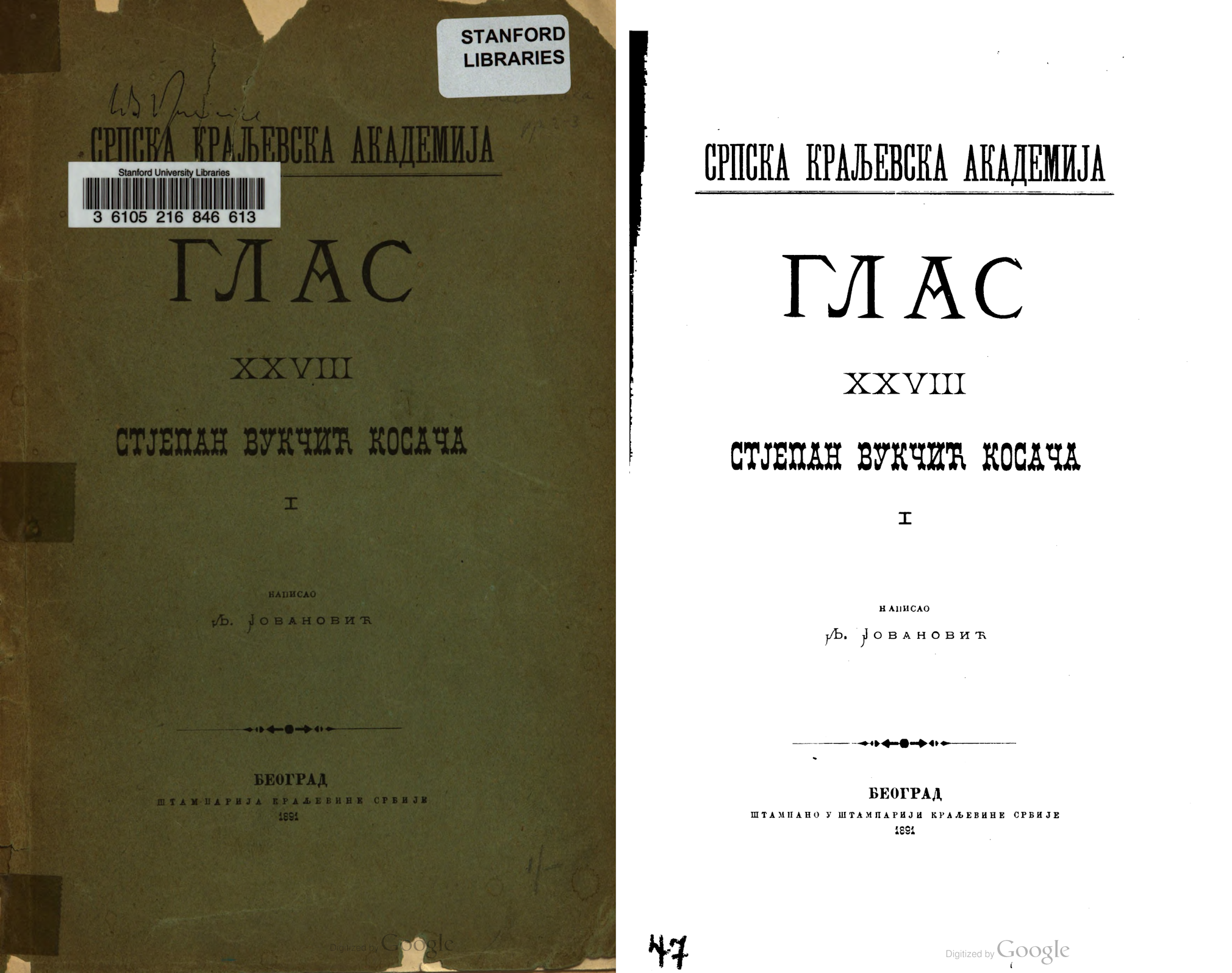
Stjepan Vukčić Kosača, por Ljubomir Jovanović, 1891 (cubierta).

Antes de la publicación de la biografía histórica de Sima Ćirković, Herceg Stefan Vukčić-Kosača i njegovo doba, y a pesar de la gran cantidad de fuentes de archivo, la historiografía carecía de una monografía crítica sobre la vida de Stjepan que utilizara la metodología científica moderna. El Archivo de Dubrovnik, el Archivo Estatal de Venecia y los archivos de otras ciudades italianas, incluida la curia papal, también el Archivo General de la Corona de Aragón en Barcelona y uno en Buda, Hungría, son fuentes de información sobre la historia política y diplomática de la época. Especialmente valiosos son los primeros trabajos históricos de Mavro Orbini y Jakov Lukarević sobre la vida y la carrera de Stjepan. Estos textos fueron escritos cuando aún no se utilizaba el uso sistemático de las fuentes de archivo.
A finales del siglo XIX, Ilarion Ruvarac pretendía trabajar en la historia de la familia Kosača, pero la primera investigación la realizó unos años más tarde Ljubomir Jovanović, primero con Ratovanje hercega Stjepana s Dubrovnikom 1451–1454 y luego con la primera e incompleta obra Stjepan Vukčić Kosača. Según Ćirković, las líneas básicas para investigar su vida se pueden encontrar en la Geschichte der Serben de Konstantin Jireček, en la que cubre brevemente su biografía, mientras que la Historija Bosne de Vladimir Ćorović tiene una visión general más extensa pero no es lo suficientemente completa. En 1964, Ćirković publicó su biografía histórica Herceg Stefan Vukčić-Kosača i njegovo doba y utilizó a sus predecesores, en particular, las investigaciones de Ilarion Ruvarac, Jakov Lukarević, Lajos Thallóczy, Aleksa Ivić, Mihajlo Dinić y Vladimir Ćorović.

### Personalidad
Según Sima Ćirković, evaluar la información sobre la personalidad de Stjepan Vukčić Kosača a partir de documentos contemporáneos resulta inútil, ya que estos se crearon en circunstancias específicas para satisfacer necesidades políticas y económicas, por lo que suelen ser idiosincrásicos y sesgados. La representación de su personalidad e imagen basada en declaraciones contemporáneas de comerciantes y embajadores de Dubrovnik es sesgada. Los relatos derivados del contacto con Stjepan, y según las circunstancias, contenían elogios corteses de su sabiduría, prudencia política, rectitud y generosidad, y duras condenas e insultos cuando las circunstancias lo exigían.
La escasez de fuentes no desanimó a los historiadores, cuya evaluación del carácter del gran duque es poco halagadora. El historiador de Dubrovnik de la época moderna temprana, Jakov Lukarević (fl. 1551-1615), lo describió con visible indignación: «apenas sabía leer y escribir» y «estaba entregado a la ira, el vino y a vivir con esclavas y prostitutas». Esta «caracterización» preocupó particularmente al medievalista Lajos Thallóczy, quien realizó varias evaluaciones duras; según él, «podría haber sido un modelo para un Maquiavelo balcánico»; «es un señor balcánico típico que puede servir de modelo»; «no encontramos rasgos éticos en él, nada simpático, solo un merodeador»; y «ni su palabra ni su promesa escrita eran fiables».
La caracterización de Thallóczy fue retomada por Konstantin Jireček, quien añadió que Stjepan era un «leal vasallo de la Sublime Puerta». Parafraseó a Thallóczy y lo describió como «astuto, caprichoso, brutal y cobarde, amigo del vino y las mujeres, inusualmente imprudente en la elección de medios, pero con una capacidad muy desarrollada para percibir los cambios en la coyuntura política». Según Vladimir Ćorović, Stjepan tenía «una voluntad férrea y mal carácter», «tenía fuerza y habilidades, pero no moral», y afirmó que «desde que llegó al poder, sorprendió al mundo con su crueldad, lo que provocó conflictos no solo con sus vecinos, sino incluso en su propia familia».
Ćirković criticó estas descripciones, especialmente la de Thallóczy, por su inherente superficialidad y pretenciosidad, basadas casi por completo en las convicciones ideológicas del autor, más que en un análisis serio de la fuente. También señaló que «el papel histórico del gran duque Stjepan en la historiografía reciente está dominado por la condena por servir a los turcos», y que tales evaluaciones sentenciosas nunca consideran muchas circunstancias. También añadió: «el rasgo común de todas las evaluaciones del carácter del herceg es que rara vez se tuvo en cuenta hasta qué punto sus cualidades eran solo suyas, y no las características de toda la sociedad de la época». Ćirković concluye: «la inversión, la traición y la inconsistencia no pueden utilizarse para caracterizar a ninguna persona de la historia bosnia del siglo XV, porque son características de todos los señores feudales de esa época».

### Legado

Herzegovina dentro de la actual Bosnia y Herzegovina.

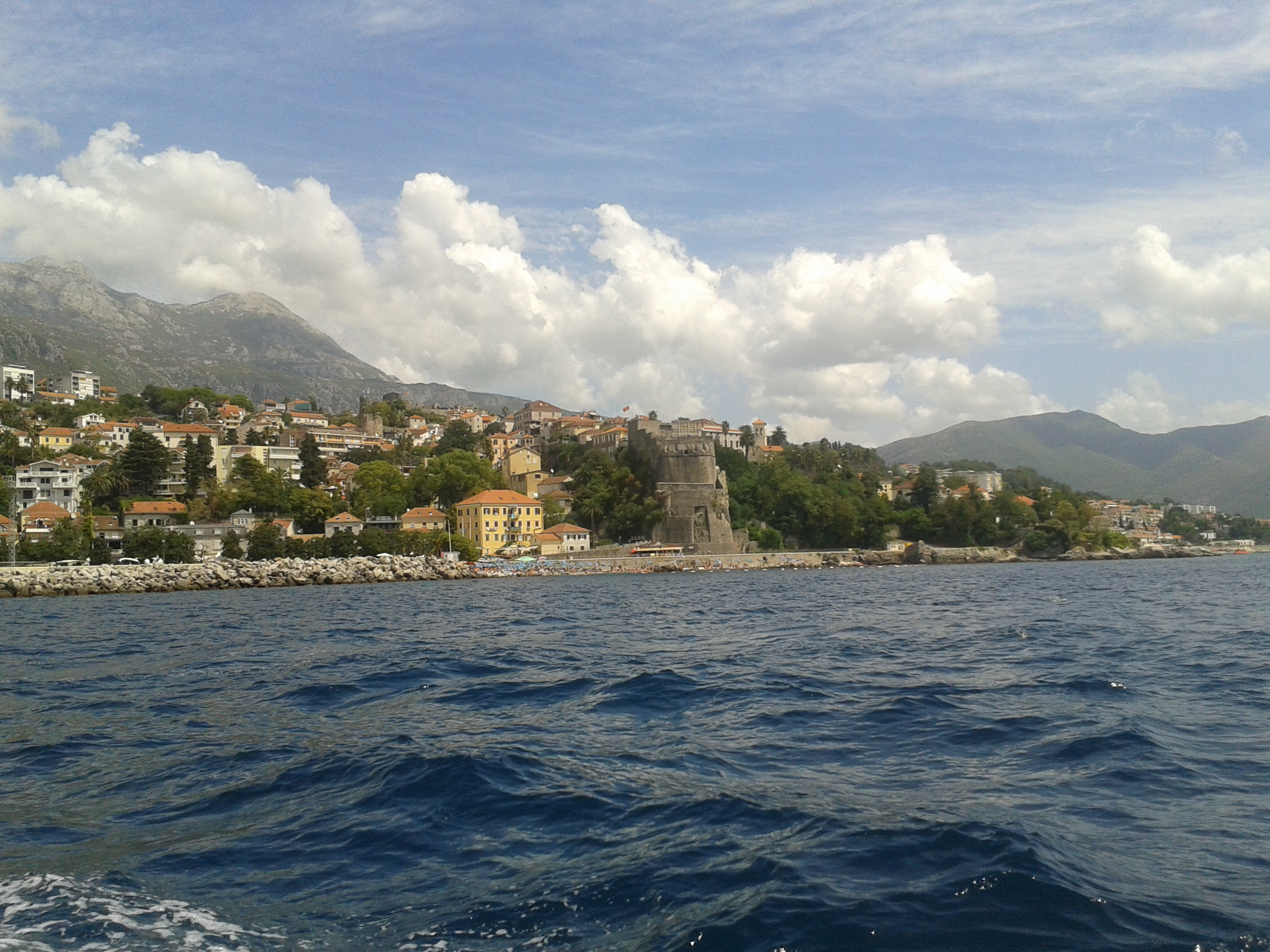
Herceg Novi, vista de la ciudad antigua desde el mar, en la actual Montenegro.

La ciudad medieval de Novi fue fundada como fortaleza en un pequeño pueblo pesquero en 1382 por el primer rey de Bosnia, Tvrtko I Kotromanić, y originalmente se llamaba Sveti Stefan. Tras la muerte del rey, la ciudad pasó a poder de Sandalj Hranić. Durante su gobierno, comenzó a comerciar con sal. A la muerte de Sandalj, la heredó Stjepan. Durante su gestión, Sveti Stefan cobró importancia, por lo se convirtió en su sede de inverno y pasó a llamarse Herceg Novi.
El nombre «Herzegovina» es el legado más importante e indeleble de Stjepan; es único en los Balcanes de habla serbocroata, porque una persona dio su título nobiliario, que en los últimos años de su vida se volvió inseparable de su nombre, a una región que antes se llamaba Humska zemlja o Hum. La región todavía existe con el nombre de Bosnia y Herzegovina.
Esta es una interpretación superficial, ya que la aparición del nombre Herzegovina, registrada el 1 de febrero de 1454 en una carta escrita por el comandante otomano Esebeg desde Skopie, no puede atribuirse solo a Stjepan, y su título no fue de importancia decisiva. Más importante es la costumbre otomana de llamar a las tierras recién adquiridas por los nombres de sus gobernantes anteriores. Por lo tanto, a los otomanos les bastó con conquistar sus tierras para comenzar a llamarla así. Además, Stjepan no estableció esta provincia como una unidad feudal y política del estado bosnio; ese honor recayó en el gran duque de Bosnia Vlatko Vuković, quien lo recibió del rey Tvrtko I; Sandalj Hranić lo expandió y reafirmó la supremacía de la Casa de Kosača.
Stjepan es mencionado en la obra de Marin Držić, en una réplica de la obra Džuho Krpeta, representada en 1554 en la fiesta de Rad Gučetić y Anica Đurđević. Se trata del manuscrito de Držić más dañado, que se conserva en las impresiones realizadas en 1702 por Đuro Matijašević. La réplica no indica quién lo dice, pero menciona al duque bosnio: «Brjemena slatka i pritila hercega Stjepana».

## Lectura adicional
- Maglajlić, Munib, ed. (2005). Zbornik radova / Naučni skup (23 May 2003): Herceg Stjepan Vukčić Kosača i njegovo doba. Conference papers and proceedings (en serbocroata). BZK Preporod, Gradsko društvo Mostar. ISBN 9958-9457-5-4.

- Datos: Q1312266